# 東鐵綫
- 關於1996年至2007年由九鐵公司在香港運作的鐵路網絡，請見「九廣鐵路」。
- 關於接廣州及香港的原九广铁路全綫，請見「廣九鐵路」。
- 關於與「九廣鐵路」名稱相近或相同的條目，請見「九廣鐵路 (消歧義)」。
- 關於位於馬來西亞連接馬六甲海峽的鐵路，請見「东海岸衔接铁道」。

東鐵綫（英語：East Rail Line）是港鐵營運中的鐵路路綫之一，路綫代表色為淺藍色，連接位於北區的羅湖站、元朗區的落馬洲站及中西區的金鐘站，大致呈南北走向，路綫全長約47.5公里，是香港境內第二長的重型鐵路客運綫，共設有16個車站，由九廣鐵路公司擁有，以「服務經營權」方式授予港鐵公司營運。路綫於1910年10月1日通車，為香港最早通車的重型鐵路。
在1910年至1996年間，香港方面稱此路線為九廣鐵路（英段）（英語：Kowloon-Canton Railway British Section），香港坊間俗稱之為火車；而於1910年至1949年期間，清朝政府以及中華民國政府稱之為廣九鐵路－英段。而1996年因應新建西部走廊鐵路定名九廣西鐵，此綫亦更名爲九廣東鐵（英語：KCR East Rail），簡稱東鐵。
除香港境內客運外，東鐵綫乘客還可在羅湖站及落馬洲站跨境前往深圳，是香港首條連接前往中國內地口岸的鐵路，並且曾經是唯一一條同時有城際直通車及境內客運列車行走的鐵路綫。

## 概要
東鐵綫由位於香港島的金鐘站開始，經過位於灣仔北的會展站後下跨維多利亞港到達位於九龍紅磡灣的紅磡站，然後經過旺角東部及九龍塘後再穿越隧道途經新界東的新市鎮，最後以位於香港與深圳交界的羅湖站或位於落馬洲河套區的落馬洲站作為終點站，而其前往羅湖站的路段甚至能經羅湖橋與中國內地的廣深鐵路連接，路綫總長度約47.5公里，是香港第二長的非城際鐵路綫（僅次於長約56.4公里的屯馬綫），共設有16座車站。
目前東鐵綫大部分車站及路段均建於地面及架空，而港島段、維港段、紅磡灣段、何文田公主道段、畢架山段、大埔滘部分路段以及落馬洲支線部分路段均建於隧道內。

## 歷史

### 九廣鐵路發展初期

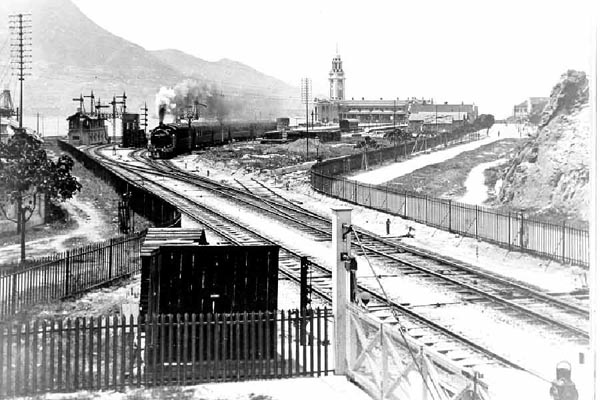
1920年代的尖沙咀車站

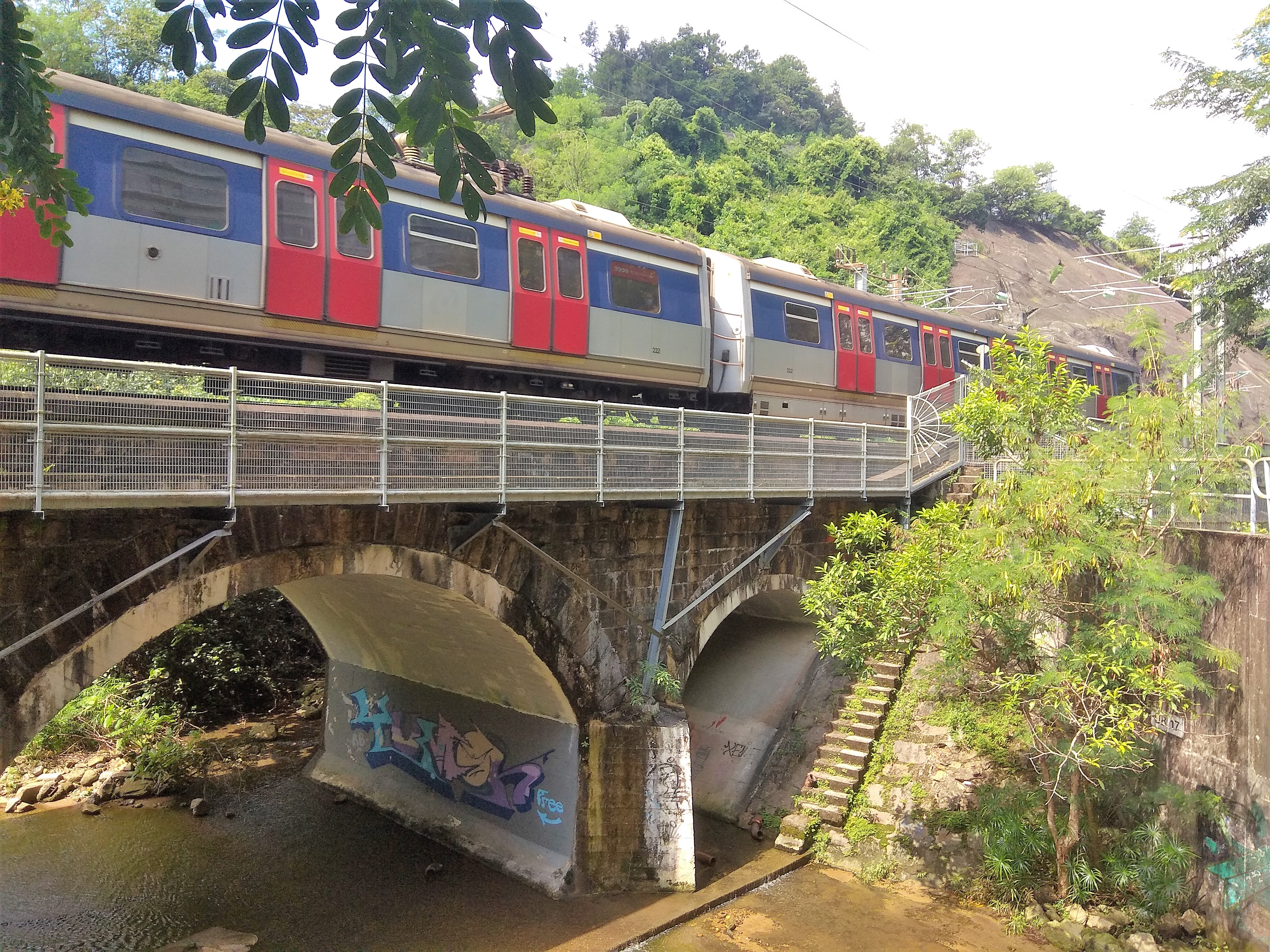
位於大學站附近的「17號橋」，是香港現存唯一一條每日均有列車行走的百年火車橋

早於1864年，曾在英屬印度發展鐵路初期擔任重要角色的英國鐵路工程師麥當奴·史提芬遜，率先提出興建一條鐵路連接九龍及廣東的構思，可惜當時並未獲得北京的清政府及在香港的主要商家支持，有關建議一直被擱置。直到1890年代，香港與廣東的貿易，尤其是廣州的交流頻繁越趨，加上歐洲列強擴展在中國的勢力，故該構思再度重提。1898年英國從清政府手上租借新界的土地後，計劃才得到港府重視。同年，中英銀公司獲特許權，興建廣州至香港的鐵路。1899年，清政府與英國議定修建九廣鐵路，後因英國正應付第二次波耳戰爭而中斷，直至1905年9月，香港立法局正式落實興建九廣鐵路。當年九廣鐵路共有兩個走線方案：東行方案由尖沙咀向北開鑿畢架山隧道，沿沙田海、吐露港到達邊境；西行方案則由尖沙咀向西北而行，經過葵涌、荃灣及青山沿岸，北上至元朗到達邊境。最終，港府以造價較低（約44萬英鎊，較西行方案便宜約3萬英鎊），經濟效益更大及具有軍事價值為理由而採納前者。1906年，九廣鐵路－英段動工，華段則後於1908年動工。經清、英雙方商定，以羅湖橋中孔第二節為界，分為華、英兩段。英段由英政府建造、管理及營運；而華段則是由清政府建造、管理及營運。
1910年10月1日，九廣鐵路（英段）通車，由九廣鐵路局管理。通車時設有七個車站，分別為九龍臨時車站、紅磡臨時車站、油蔴地車站、沙田車站、大埔車站、粉嶺車站及羅湖臨時車站，全線為單線鐵路，除九龍臨時車站為單月台車站外，其餘車站均設有兩個月台。1911年10月8日，華段鐵路建成通車，九廣鐵路英段與華段連接並直通運行，是為廣九直通車，九廣鐵路北至廣九車站，羅湖臨時車站停用並拆卸。同年12月21日，沙頭角支線局部通車，粉嶺至石涌凹段啟用；支線亦於翌年4月1日全面通車。
九廣鐵路（英段）原先在大埔墟設有旗站（即早期之訊號站），後於1913年興建正式車站－大埔墟車站。另外，位於尖沙咀的九龍終點站於1914年3月1日動工，亦於同年4月啟用車站月台，並於1916年3月28日全面啟用車站；而九龍車站旁的尖沙咀鐘樓則於1921年3月22日下午正式開始運行；而臨時紅磡車站則於1921年6月13日關閉，並改建為編組站、調度場及修車廠。
早期行走九廣鐵路的列車由蒸汽機車牽引，直至1962年柴油機車全面取代蒸汽機車行走於九廣鐵路英段的線路上。因為九廣鐵路有一段長時間是香港唯一的重型鐵路，故對印象深刻的香港市民口中仍習慣將其稱為「火車」，其車站亦稱為「火車站」，情況在輩分較年長的香港人中尤為普遍。而部分以東鐵綫車站為終點站的香港巴士路線的目的地名稱在兩鐵合併前曾使用「火車站」一詞，如「沙田火車站」、「旺角火車站」等，並且至今仍然有部分小巴路線使用「火車站」一詞作為目的地名稱。

### 動盪年代
1922年，香港海員大罷工。期間有不少工人離開香港北上返回中國內地。而港英政府於同年2月28日制定《緊急情況規例條例》，港督下令將九廣鐵路停駛。1923年，因應省港大罷工，直通車服務一度中斷，直至1927年才恢復。同樣沙頭角支線因應沙頭角公路於1927年落成啟用，其客量大幅減少，終於1928年4月1日停辦，沿線大部分鐵路建築均完全拆卸，僅留下洪嶺車站。
1930年，中國第一次國共內戰爆發，城際直通車服務再度中斷運作。同年5月16日，上水車站啟用。1937年，中日戰爭爆發，中國駐軍在1938年10月末奉命炸毀石龍南鐵路大橋兩個橋墩以阻擋日軍南侵，廣九鐵路因而中斷。1941年12月8日，日本發動太平洋戰爭及入侵香港，駐港英軍在香港保衛戰期間為拖慢日軍入侵的進度，於是派皇家工兵自行破壞英段的鐵路設施，包括拆毀羅湖鐵路橋及以爆破堵塞筆架山隧道，阻止日軍利用鐵路。同年12月25日起香港淪陷，日軍立即維修英段鐵路，於1942年4月完成基本的整修，故鐵路可投入軍事運輸用途，其後復辦往返香港至廣州的直通車。由於原屬英段的列車及設備被日軍運到中國大陸應用，直到1945年8月香港重光時，英段只剩下2台機車及幾節車廂可以使用。
1937年5月1日，九廣鐵路局增設鐵路巴士服務，往返粉嶺站至大埔墟站，每日對開七班，供新界居民運送農產。鐵路巴士由兩輛百福三噸貨車改裝而成，提供45個三等座位，並以六缸引擎驅動。該服務在戰時暫停，至戰後因該鐵路巴士依然倖存，因此恢復服務。後來鐵路局於1947年再度改裝一輛鐵路巴士提供服務，直至1961年結束。
香港重光後，英國皇家空軍負責修復鐵路，並修復在香港境內僅有的車卡及機車作權充使用。同年9月29日，英段鐵路恢復運作，皇家空軍於1946年5月1日將鐵路交回文職人員管理。其後，當局從英國訂購12輛Austerity 2-8-0蒸汽機車，這批機車於1948年抵港。

### 第二次國共內戰戰後年代
1949年，因中國國民黨在第二次國共內戰中失利，該年10月14日，中華人民共和國人民解放軍成功佔領廣州，隨後國民政府遷往台灣。而廣九直通車再次因政治原因停駛，九廣鐵路－英段改以羅湖車站為終點站。
1949年，香港政府收回西貢坳墳場，並要求在限期內將墓葬遷往新界的和合石墳場。為了方便搬遷工作，政府決定恢復戰前已經啟動，包括重啟因日軍侵略而中斷的和合石至粉嶺鐵路工程，期間九廣鐵路局亦預備運棺專用的卡車，以便將靈柩從九龍市區運送至和合石墳場。而最終和合石支線於1950年9月11日通車。隨着棺木的運送逐漸由靈車取代，九鐵於1968年末起停止運送棺木前往和合石墳場，結束靈柩運送服務。而和合石支線改於每年清明節及重陽節提供客運服務，以方便接載掃墓人士。
1955年9月2日，首部柴油機車投入服務。而在翌年4月26日，一列軍用蒸氣火車在紅磡車廠爆炸，造成6人死亡，促進了九廣鐵路柴油化的進程，直至1962年9月2日所有蒸汽火車由柴油機車取代。
1956年9月24日，馬料水車站啟用，並於1967年1月1日起配合香港中文大學逐步落成而改名大學車站。除大學車站外，1960年代亦有另外兩個車站曾經改名：大埔車站改名為大埔滘車站；而油蔴地車站則改名為旺角車站。
而車務運作方面，九廣鐵路局於戰後的30餘年期間，在英段鐵路持續增加列車的班次。1950年代，每日對開班次由10班車增至12班車；1960年代增至17班車；直至1970年代末增至每日對開20班車，繁忙時間每30分鐘一班。

### 1970-2000年代發展及電氣化

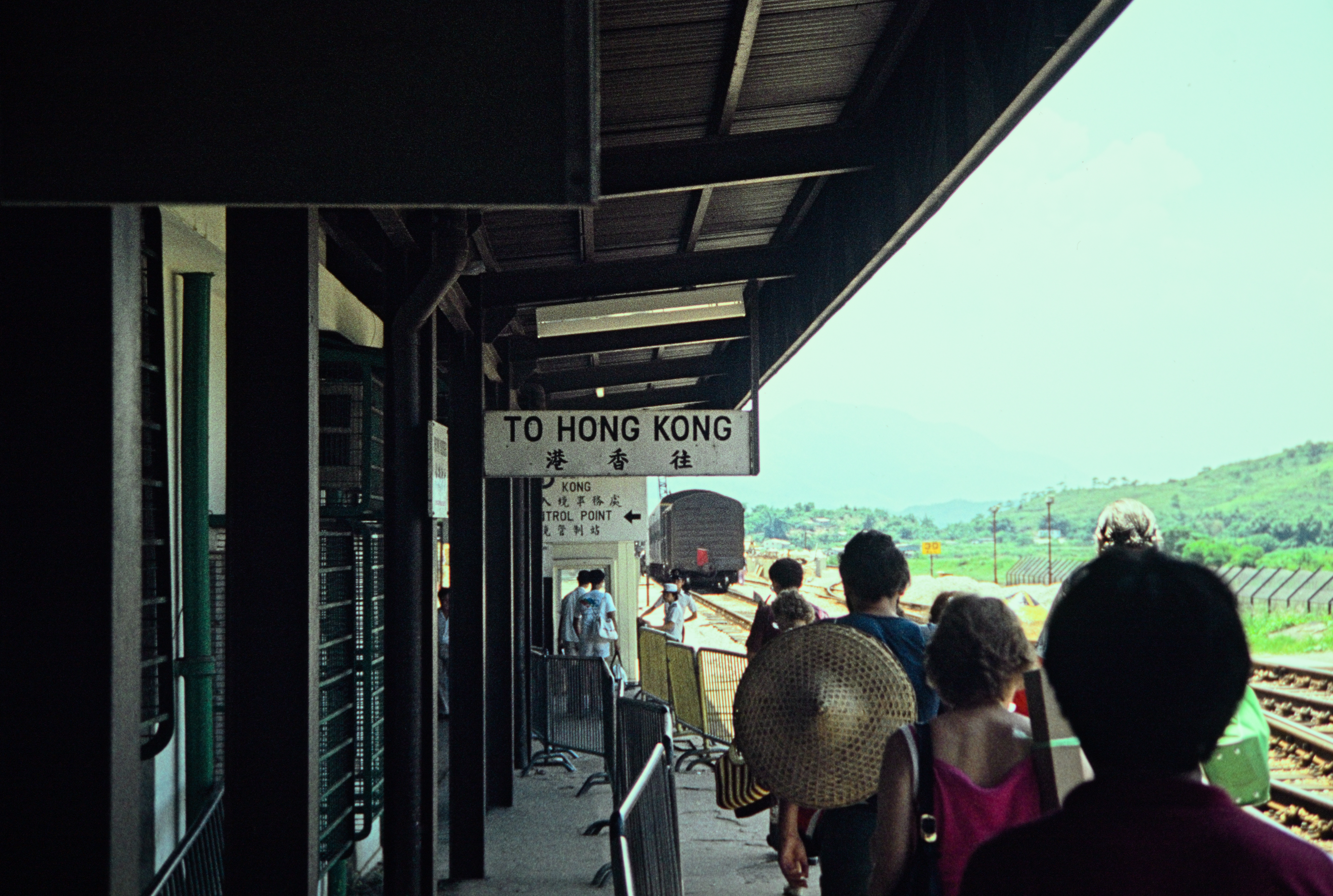
1982年的羅湖站月台

隨著政府於1970年代落實在鐵路沿線發展新市鎮，故九廣鐵路亦隨之再次被發展。
時序：
- 1973年，九廣鐵路（英段）展開雙軌化工程[28]。
- 1975年11月30日，由於位於尖沙咀的九龍終點站已沒有適合位置可以擴充，而且周圍沒有可以發展空間，故九廣鐵路將九龍終點站遷至位於紅磡填海區的新車站後停用[29][30]，並聯同舊有的車站大樓進行拆卸，只餘下鐘樓作為歷史遺跡，原址成為香港文化中心[31]。
- 1976年，九廣鐵路局委聘了一間顧問公司，研究為九廣鐵路作出改良及擴展的可行性，並先行於新九龍終點站至沙田車站之間展開雙軌化工程。
- 1978年：
  - 1月，相關顧問再建議九鐵在雙軌化同時亦進行電氣化工程（此項工程採用英國標準的25千伏交流電，而此標準也為國際長途鐵路所常用）。其後，九廣鐵路全面現代化及電氣化計劃獲得政府通過批准，而立法局財政委員會亦於同年5月同意撥款4億港元作為工程費用[32]。工程包括全線雙軌化及安裝高架電纜、在九龍與沙田之間興建筆架山隧道取代舊有的煙墩山隧道、除大學站至大埔墟站之間的大埔滘隧道（原有隧道成為南行綫隧道，並在其稍南位置加建北行綫隧道）外，沿綫其他隧道均被夷平以容納雙軌鐵路、重建或遷移所有車站以及興建九龍塘站作為連接於1979年通車的地下鐵路轉乘站等。
  - 10月7日，馬場車站因應沙田馬場開幕而啟用。
  - 12月2日，沙田臨時車站啟用，原有沙田車站原址重建[33]。
- 1979年：
  - 4月4日，停駛逾30年的廣九直通車重新開通。
  - 10月，上水車站雙軌化及原有月台重建工程完成[34][35]。
- 1980年8月16日，旺角臨時車站啟用，原有旺角車站原址重建。
- 1981年：
  - 4月24日，舊筆架山隧道（煙墩山隧道）停用，而在同月25日-26日[36]期間旺角車站至沙田車站的列車服務暫停；直到同月26日筆架山隧道啟用，上述暫停服務的路段恢復行駛，而煙墩山隧道後來則被改為煤氣隧道。
  - 4月27日，九龍車站至沙田車站開始雙軌行車。
  - 10月20日，重建後的沙田車站啟用。
- 1982年：
  - 5月4日，重建後的旺角車站啟用，旺角臨時車站關閉。同日，九龍塘車站啟用，該站亦同樣作為九廣鐵路（英段）與地鐵觀塘綫的轉車站。
  - 5月6日，九龍車站至沙田車站電氣化完成，俗稱「黃頭」的英國都城嘉慕製電動列車組投入服務，並由時任署理港督夏鼎基爵士主持啟動典禮[37]。
  - 11月1日，羅湖臨時車站啟用，原有車站開始重建工程。
- 1983年：
  - 2月1日，九廣鐵路（英段）的營運由九廣鐵路局交予新成立的九廣鐵路公司。
  - 4月7日，新建大埔墟車站啟用，並取代舊車站。
  - 4月10日，和合石支線停辦，和合石車站關閉並拆卸。
  - 4月26日，大學車站重建完成。
  - 5月2日，大埔滘車站停用，電氣化路段延長至大埔墟車站。
  - 5月12日，粉嶺車站重建完成。
  - 7月15日，大埔墟車站至羅湖車站之間電氣化，至此全綫電氣化完成。
  - 7月23日，柴油列車最後一次開出，自此九廣鐵路境內客運全面電氣化，九廣鐵路－英段進入電氣化火車年代[38]。
  - 8月15日，大圍臨時車站啟用。
- 1984年，香港政府宣布將舊大埔墟火車站列為法定古蹟，並會改建為博物館。
- 1985年：
  - 2月15日，火炭車站啟用。
  - 10月1日，馬場車站完成改善車站設施工程。
- 1986年：
  - 4月23日，大圍車站永久站體完成，臨時站停用並拆除。
  - 12月20日，舊大埔墟火車站成為香港鐵路博物館，亦由時任區域市政局主席張人龍、九廣鐵路公司主席霍士傑、區域市政總署署長孫明揚等主持揭幕儀式，並於次日起開放予市民參觀。
- 1987年
  - 1月15日，羅湖車站完成重建。
  - 4月，粉嶺饋電站啟用，負責供應羅湖至大埔滘中性區路段的電力，從而解決該路段電壓不穩的問題[39]。
- 1988年6月4日，一列貨運列車在白石角附近路段出軌，此意外促成了「白石角軌道拉直工程」。
- 1989年5月9日，太和車站啟用[40]。
- 1990年3月1日起，因應當時何東樓車廠重建關係，馬場車站改為僅於賽馬日開放[41]，但車廠重建完成後該安排仍一直沿用至今。
- 1991年，因應有部分元朗及天水圍居民為免受屯門公路交通擠塞之苦而會選擇乘巴士前往上水車站轉乘九廣鐵路（英段）前往市區，基於乘客量大幅增長，九鐵公司購入96節新車廂，並且全綫統一使用12節車廂的列車行駛，載客量增至38%，當時列車車廂總數為351節[42][43]。
- 1993年，九廣鐵路公司更換所有車站的指示牌，一直使用至2008年；同年亦加設錄音廣播。
- 1994年，政府發佈《鐵路發展策略》，當中提及將興建尖沙咀支線與馬鞍山鐵路列為優先計劃，並一同定位為九廣鐵路－英段的支線。
- 1995年，因應有貨運列車在1988年6月於白石角附近路段出軌而進行的「白石角軌道拉直工程」完成，新軌道與吐露港公路並排，以減低行車時間及意外發生[44][45]。
- 1996年，九廣鐵路公司為了清楚劃分現有的九廣鐵路及準備興建的西部鐵路走廊，將九廣鐵路（英段）易名為九廣東鐵，坊間簡稱為東鐵；而新建的西部走廊則命名為九廣西鐵。
- 1997至1999年間，九廣東鐵使用的英國製都城嘉慕電氣化列車組陸續進行翻新，翻新後稱為中期翻新列車（Mid-Life Refurbishment Train，常簡稱，俗稱「烏蠅頭」）。
- 1998年，「九龍車站」改名為「紅磡車站」，以避免與該年啟用的機場鐵路九龍站混淆。
- 2000年，政府發布《鐵路發展策略2000》，當中亦提出興建北環綫，但因羅湖邊境管制站出現嚴重擠塞，政府決定在興建北環綫前興建落馬洲支線以應付跨境客運量。
- 2001年：
  - 尖沙咀支線及馬鞍山支線正式動工。
  - 9月4日，九廣鐵路引入日本近畿川崎製列車供九廣東鐵行走，並同步引入該款列車於九廣西鐵以及馬鞍山鐵路行駛。
- 2003年，落馬洲支線正式動工。
- 2004年：
  - 10月24日，尖沙咀支線啟用，九廣東鐵延伸至尖東站，亦是時隔接近29年，火車重回尖沙咀。
  - 12月21日，馬鞍山鐵路啟用，同時大圍車站亦成為與馬鞍山鐵路的轉車站。
- 2007年8月15日，落馬洲支線啟用，落馬洲站連接至落馬洲管制站及深圳福田口岸。同時支線亦設有預留位置，以便日後興建連接北環綫的古洞站。

### 兩鐵合併
時序：
- 2007年12月2日，九廣鐵路營運併入地鐵系統成為港鐵系統，九廣東鐵更名為東鐵綫，而旺角車站為免於與旺角站重名亦改稱為旺角東站（英語：Mong Kok East Station）。
- 2009年：
  - 1月1日起，東鐵綫取消行李托運服務。
  - 8月16日，九龍南綫通車，尖沙咀支綫改併入西鐵綫（現屯馬綫），東鐵綫南端終點站由尖東站再度改回紅磡站。
- 2010年6月15日，東鐵綫最後一班郵政貨運列車由國際郵件中心開出，同日起港鐵停止貨運列車服務。

### 沙田至中環綫

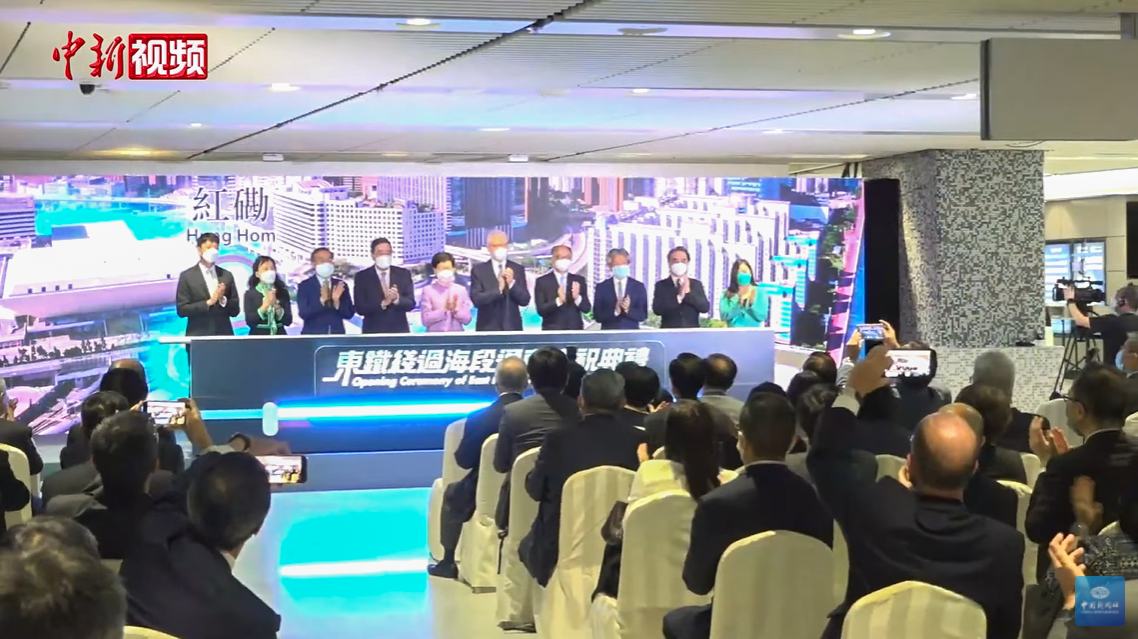
2022年5月14日，東鐵綫過海段通車儀式在會展站舉行

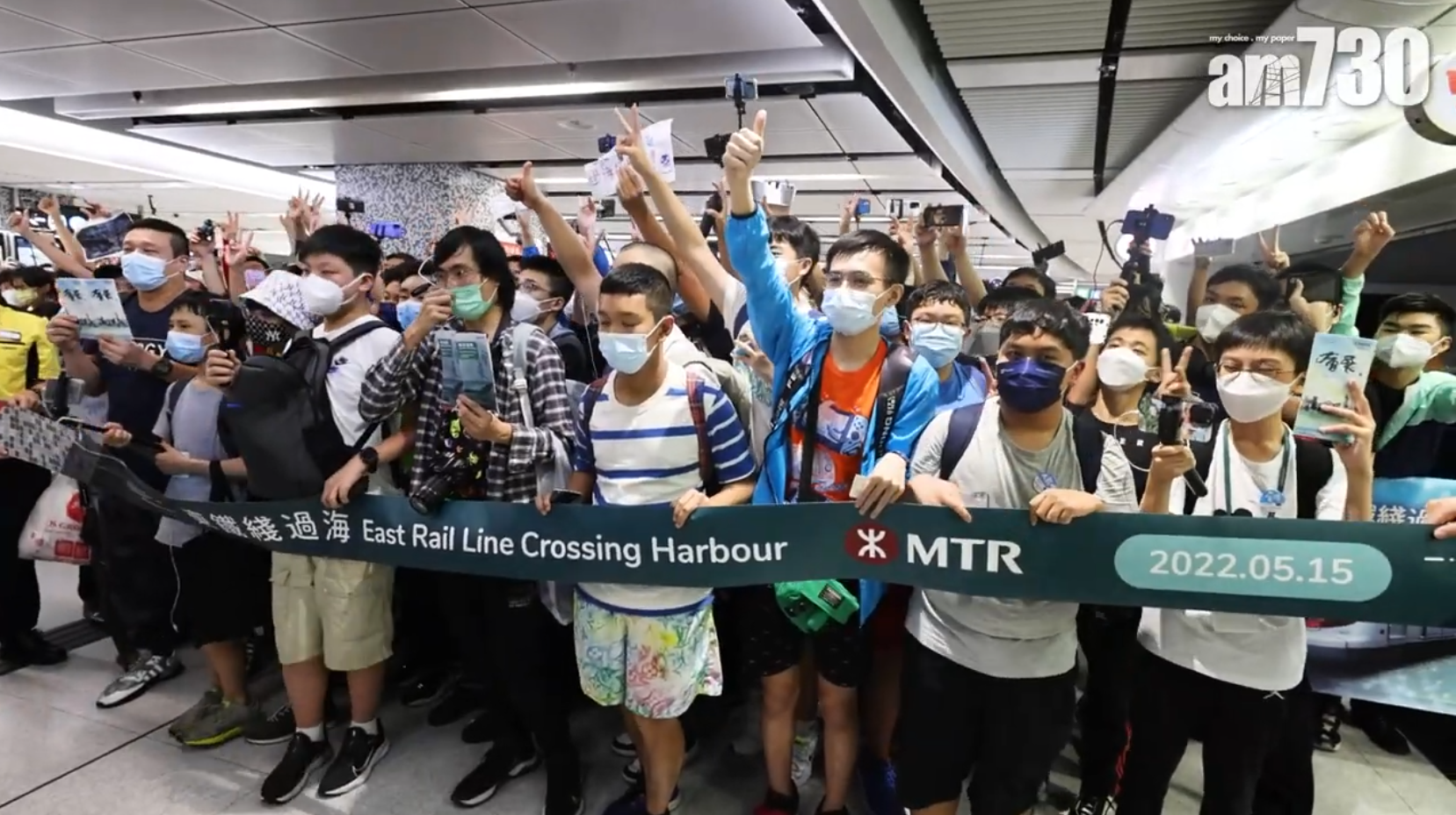
2022年5月15日，會展站大堂有大批鐵路迷等候往入閘機

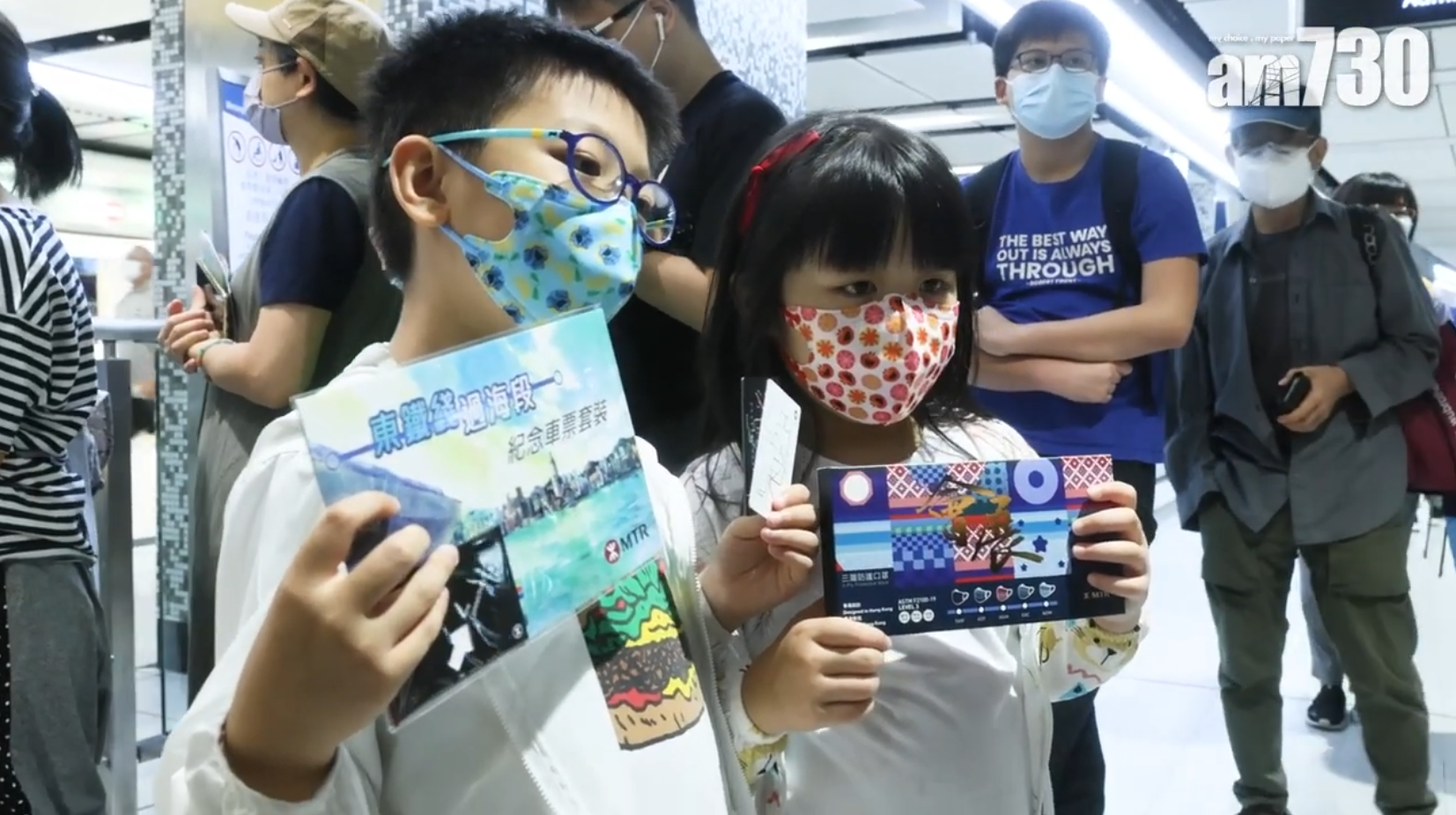
有小朋友展示紀念車票套裝

九廣鐵路公司原先規劃沙田至中環綫（沙中綫）時，是以馬鞍山鐵路延伸至九龍城及港島，但於2004年修改興建方案，馬鞍山鐵路並不過海並分拆為東西走廊及南北走廊項目，大圍至紅磡段劃入東西走廊，而過海段則劃為九廣東鐵延伸成為南北走廊。過海段計劃增設會展站，並於金鐘站與地鐵系統交匯，是為第四條過海鐵路。兩鐵合併後，港鐵公司沿用九鐵公司2004年的方案，沙中綫項目於2012年6月22日動工。項目中曾稱為南北走廊（North South Corridor）或南北綫（North South Line），但最終未有使用此名，並且於東鐵綫過海延伸後仍繼續維持原稱。東鐵綫過海段原本可望於2021年12月啟用，但沙中綫工程因被揭發偷工減料醜聞，通車日期而被延遲。
因應東鐵綫港島段的地理環境限制而未能在其港島區車站興建可容納12卡列車的月台；而東鐵綫亦須更換訊號系統，而原定於2020年9月12日啟用新訊號系統及引入9卡編組的韓國製現代列車，但在啟用前夕（2020年9月11日）港鐵宣佈因測試新訊號系統期間發現系統有重複設定行車路線問題，有可能導致列車誤駛進錯誤路段，故決定押後啟用。最終，東鐵綫在2021年2月6日啟用新訊號系統及使用新列車行走，同日起港鐵近畿川崎列車不再運行於東鐵綫，而絕大部分該型號列車並在逐步在改裝後調往屯馬綫繼續行駛；而港鐵中期翻新列車亦於引入新列車行駛東鐵綫起逐步退役。
由於紅磡站舊有地面月台設計限制，西鐵綫月台未能接駁屯馬綫新建路段，而東鐵綫亦無法由舊有月台延伸進入海底隧道前往港島區，故於沙中綫工程中紅磡站須建造新的車站結構及月台。然而，因新建月台被揭發工程醜聞，最壞情況或須拆毀原本即將完工的月台重建，但最終經檢驗後則決定無須拆卸重建。而港鐵亦宣佈由2021年1月起為進行過海段路軌接駁工程，會在十個指定週日暫停紅磡站與旺角東站之間的列車服務，至2021年10月已完成所有工程。而在東鐵綫全面採用9卡編組列車後，東鐵綫亦改用新建的地底月台。
而東鐵綫過海段列車的動態測試於2021年11月至2022年1月期間的通宵時段進行，工程已於2022年2月1日完工並交付車務部，以進行全面試營運，並預計於同年5月15日通車。
2022年5月6日，行駛於東鐵綫逾40年的港鐵中期翻新列車正式退役，由港鐵東鐵綫現代列車全面取代，大批鐵路迷前往送別，港鐵公司亦在沙田站舉行榮休儀式。在公關宣傳方面，港鐵在同月9日在會展站舉行開放日。
2022年5月14日，東鐵綫過海段通車儀式在會展站舉行，時任香港特別行政區行政長官林鄭月娥、運輸及房屋局局長陳帆、財經事務及庫務局局長許正宇、港鐵公司主席歐陽伯權及行政總裁金澤培等皆有出席。
2022年5月15日，東鐵綫正式延伸至金鐘站，成為香港第四條過海鐵路，而當日港鐵亦安排特別頭班車於凌晨約5時25分會展站開出。而紅磡站的舊月台亦隨即關閉。

### 2019冠狀病毒病疫情
由2020年2月4日起，因應2019冠狀病毒病疫情擴散，羅湖站、落馬洲站及馬場站關閉，而城際直通車亦同樣停駛。
然而後來港鐵為方便掃墓人士前往沙嶺墳場，故羅湖站曾在一段時間局部開放予市民前往；而馬場站曾於2020年10月18日重開；但後來由於香港爆发第四波疫情，車站於2020年11月22日起再次關閉，後於2021年4月5日重開；直至2022年1月，因應「Omicron」變種病毒在社區傳播而引致的第五波疫情，車站於同月9日起再次關閉，後來於2022年5月22日重開。
2022年12月27日，中華人民共和國外交部發佈《关于中外人员往来暂行措施的通知》，指出自2023年1月8日起，不再對入境人員實施核酸檢測與集中隔離，大陸與香港實現免隔離通關，有借於此，落马洲站于該日起重新恢復客運服务，但恢復初期，旅客通关人流皆有人流限制且須预约，而過境人士亦须提供有效的核酸阴性证明。而上述安排于同年2月6日起取消，而同日罗湖站亦恢复过境服务。

### 月台閘門安裝工程

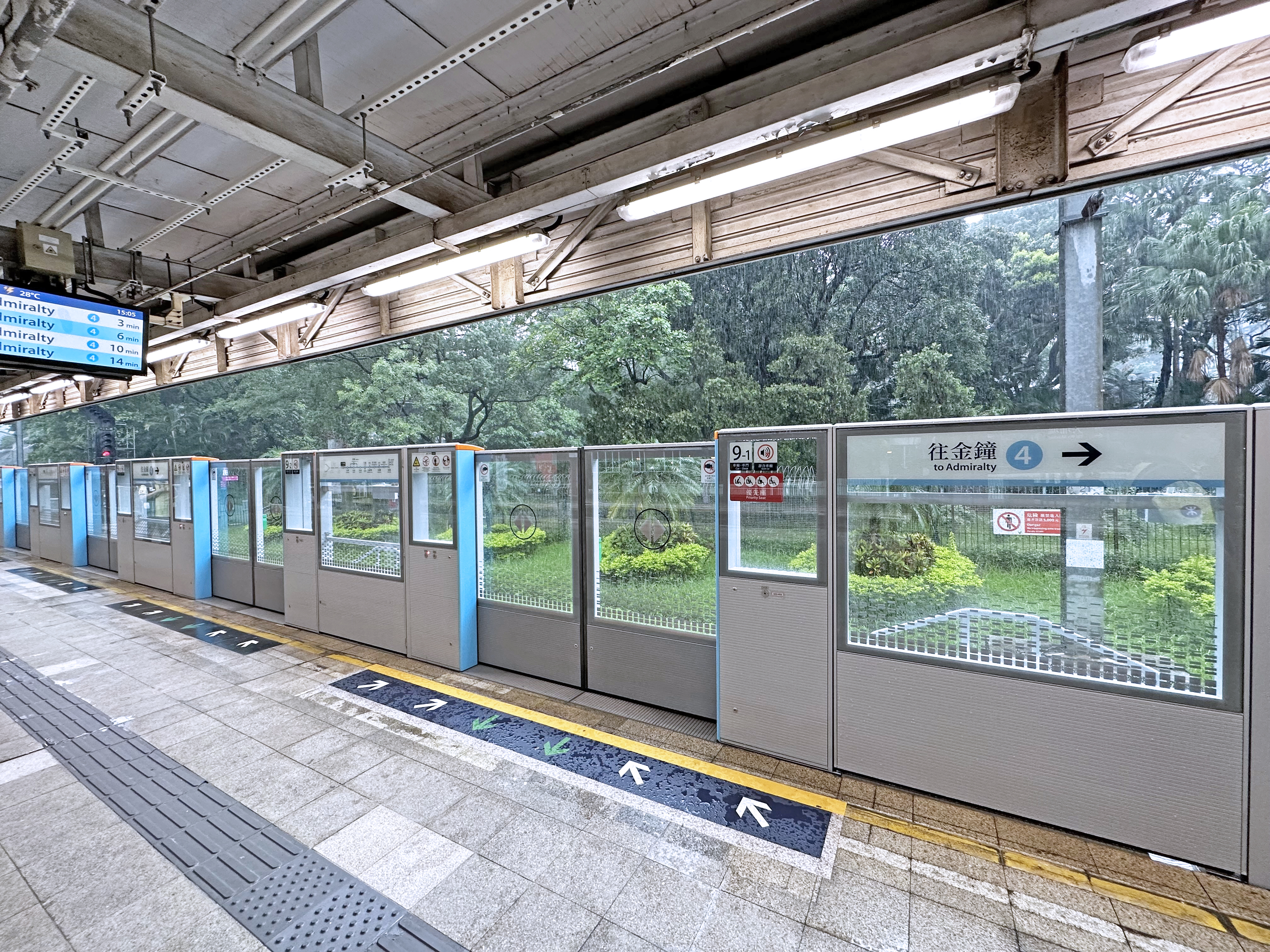
東鐵綫月台閘門（攝於大埔墟站）

東鐵綫自通車以來並未有安裝月台幕門或月台閘門，港鐵曾表示在現有車站加裝月台閘門工程需要配合沙田至中環綫通車與新購置的港鐵東鐵綫現代列車，以及須進行月台加固工程以承托閘門重量。而東鐵綫部分車站月台與列車之間的空隙較闊或高度相差較大，故須通過加裝月台伸縮踏板以解決問題。港鐵曾於2008年在羅湖站試驗加裝月台伸縮踏板，但試驗效果不理想並在進行月台加固工程時拆除，現已改為與加建月台閘門工程一并進行。港鐵同時會將月台、各種標誌、告示及廣播進行「港鐵化」。港鐵初時預計2020年全面完成，而馬場站及大埔墟站已率先進行月台加固及月台閘門安裝工程，為東鐵綫加裝月台閘門揭開序幕。
港鐵在2016年5月公佈東鐵綫過海段車站（紅磡站、會展站、金鐘站）會加設月台幕門；而旺角東站至羅湖站／落馬洲站沿途各站則會加設月台閘門以及於旺角東站、大學站與羅湖站加建月台伸縮踏板的工程合約以逾5.1億港元批予深圳市方大自動化系統有限公司，是截至2020年全球單個合同金額最大、全亞洲難度最高的月台門工程。月台閘門約1.7米高，為港鐵首次將月台門合約批予中國內地承辦商。現時東鐵綫月台加固及平整工程已完成，隨着2022年5月所有港鐵中期翻新列車退役以及於2023年2月改動大部分車站月台的列車停車位置後，首批東鐵綫月台閘門已經於2023年5月率先在馬場站啟用，而整個東鐵綫月台閘門安裝工程則已於2025年5月完成。

## 車站列表
| |        |        | 車站   | 車站        | 轉乘路綫                           | 所在行政區域 | 通車日期       |
| 東鐵綫 | 東鐵綫 | 東鐵綫 | 東鐵綫 | 東鐵綫      | 東鐵綫                             | 東鐵綫       | 東鐵綫         |
| --- | ------ | ------ | ------ | ----------- | ---------------------------------- | ------------ | -------------- |
| |        |        |        | 落馬洲[CRA] | 深圳地鐵福田口岸站：█4号线 █10号线 | 元朗區       | 2007年8月15日  |
| |        |        |        | 羅湖[CRA]   | 深圳站深圳地鐵羅湖站：█1号线       | 北區         | 1949年10月14日 |
| |        |        |        | 上水        | -                                  | 北區         | 1930年5月16日  |
| |        |        |        | 上水        | -                                  | 北區         | 1930年5月16日  |
| |        |        |        | 粉嶺        | -                                  | 北區         | 1910年10月1日  |
| |        |        |        | 太和        | -                                  | 大埔區       | 1989年5月9日   |
| |        |        |        | 大埔墟      | -                                  | 大埔區       | 1983年4月7日   |
| |        |        |        | 大學        | -                                  | 沙田區       | 1956年9月24日  |
| |        |        |        | 大學        | -                                  | 沙田區       | 1956年9月24日  |
| |        |        |        | 馬場[RAC]   | -                                  | 沙田區       | 1978年10月7日  |
| |        |        |        | 火炭        | -                                  | 沙田區       | 1985年2月15日  |
| |        |        |        | 火炭        | -                                  | 沙田區       | 1985年2月15日  |
| |        |        |        | 沙田        | -                                  | 沙田區       | 1910年10月1日  |
| |        |        |        | 大圍        | 屯馬綫                             | 沙田區       | 1986年4月23日  |
| |        |        |        | 九龍塘      | 觀塘綫                             | 九龍城區     | 1982年5月4日   |
| |        |        |        | 旺角東      | [MOK]                              | 油尖旺區     | 1910年10月1日  |
| |        |        |        | 紅磡        | 屯馬綫                             | 油尖旺區     | 2022年5月15日  |
| |        |        |        | 會展        | [WAC]                              | 灣仔區       | 2022年5月15日  |
| |        |        |        | 金鐘        | 荃灣綫 港島綫 南港島綫             | 中西區       | 2022年5月15日  |
| 附註 |        |        |        |             |                                    |              |                |
| - CRA 羅湖站及落馬洲站均為邊境禁區車站，受《香港鐵路附例》第8A部〈過境限制區〉規管，乘客須持有效證件方可使用。 - RAC 馬場站只於沙田馬場舉行賽事或特別活動時開放。 - MOK 旺角東站雖與旺角站及太子站（荃灣綫及觀塘綫）的距離相近，但上述兩站與旺角東站並非港鐵指定的接駁車站，然而旺角站與旺角東站之間則設有旺角行人天橋系統連接。 - WAC 會展站並非接駁灣仔站（港島綫）的車站，但可途經灣仔北行人天橋系統步行前往該站。 |        |        |        |             |                                    |              |                |
| 论 编 |        |        |        |             |                                    |              |                |

## 車務

### 香港境內客運服務
東鐵綫主要以香港境內客運服務為主，服務範圍包括元朗區、北區、大埔區、沙田區、九龍城區、深水埗區、油尖旺區、灣仔區及中西區。東鐵綫同時亦有罗湖站及落马洲站兩個跨境車站前往深圳。雖然車費昂貴，而前往落馬洲站則只有採用較迂迴的路線才可繳付較低車費。但由於两站分别直接連接深圳市罗湖区與福田区两大深圳核心地區，因此仍有不少乘客選擇乘搭東鐵綫跨境前往深圳。
為協助東鐵綫的乘客更便捷地使用鐵路服務，港鐵公司亦於羅湖站／落馬洲站抵港大堂、大圍站2號月台通道、金鐘站大堂／月台／轉車通道以及上水站C出口增設乘客資訊顯示螢幕，讓乘客得悉東鐵綫未來四班列車的抵站時間以及終點站。

#### 班次
| 時段             | 時段         | 金鐘 ⇄ 上水 | 金鐘 ⇄ 羅湖 | 金鐘 ⇄ 落馬洲 | 羅湖>紅磡 |
| ---------------- | ------------ | ----------- | ----------- | ------------- | --------- |
| 平日             | 早上繁忙時段 | 2.7-3.8     | 5.5         | 12            | 不適用    |
| 平日             | 晚上繁忙時段 | 3.2         | 4.7         | 9.5           | 不適用    |
| 平日             | 非繁忙時段   | 4-8         | 6-10        | 12-14.5       | 不適用    |
| 星期日及公眾假期 |              | 4-8         | 6-10        | 12-14.5       | 不適用    |
| 星期六           |              | 4-8         | 6-10        | 12-14.5       | 不適用    |
| 深夜時段         | 深夜時段     | 10          | 非服務時間  | 非服務時間    | 10        |

乘客可以透過智能手機開啟應用程式「MTR Mobile」或使用經「data.gov.hk」授權的應用程式查閱東鐵綫未來四班抵站列車的到達時間，亦可以在港鐵網站查閱詳細時間表。
此外，東鐵綫設有多種短程班次，包括：
- 由金鐘站開出，以沙田站、火炭站或大埔墟站為終點站。
- 由上水站、大埔墟站或火炭站開出，以旺角東站或紅磡站為終點站。

另外，在沙田馬場舉行賽馬日、進行雙邊投注賽事或有特別活動時，東鐵綫設有特別班次途經馬場站。
另外，當香港天文台發出九號烈風或暴風風力增強信號或十號颶風信號時，東鐵綫只會有限度維持紅磡站至金鐘站的列車服務。

#### 車廂等級
自蒸汽火車時代開始，九廣鐵路就分為不同的車廂等級，當時分為一等、二等及三等車廂，後來當時的九廣鐵路局將二等及三等車廂合併為普通等車廂。直到電氣化火車投入服務後，九鐵公司將車廂等級簡化為普通等及頭等；其後，更曾一度打算取消車廂等級，以節省人手，但最終維持現狀至今。曾於東鐵綫行走的中期翻新列車及SP1900型列車，以及現時行走的現代Rotem電動列車也設有頭等車廂，而目前往羅湖／落馬洲方向的頭等車廂則設於第4節；而往金鐘方向則為第6節。
乘搭東鐵綫頭等的乘客必須購買頭等車票，或透過使用八達通或感應式信用卡於東鐵綫月台或車廂內的頭等核准機繳付頭等車資後方可進入頭等車廂，否則須一律繳交附加費港幣一千元正。
由於列車設計問題，頭等車廂將兩側的普通等車廂分隔，而過往港鐵中期翻新列車以及港鐵近畿川崎列車其頭等車廂與普通等車廂之間則設有手動掩門分隔，然而亦有不少普通等乘客為了來往兩端的普通等車廂而經過頭等車廂，故而造成滋擾，而且甚至有不少乘客在未有繳付頭等車費的情況下乘搭頭等，於是前九鐵於2004年8月1日起將頭等車廂的分隔掩門加設電磁鐵鎖上，而直到於2021年2月起投入服務的現代Rotem電動列車，其頭等車廂與普通等車廂之間的分隔掩門則採用自動門。
- 頭等車廂外觀
- 設於東鐵綫月台的八達通頭等核准機（攝於九龍塘站）
- 頭等候車區（攝於九龍塘站）
- 頭等車廂分隔門以及車廂內八達通頭等核准機
- 港鐵東鐵綫現代列車頭等車廂內部

### 城際客運服務（已停運）
港鐵公司過往曾經與中國鐵路廣州局集團及中國鐵路上海局集團聯合營運往返紅磡站至廣州、上海及北京的城際客運列車服務（俗稱「城際直通車」、「直通車」），通常城際直通車會與東鐵綫共用羅湖站至紅磡站的路段。
城際直通車於2020年初因應新冠肺炎疫情而暫停營運，而在疫情過後亦未恢復。直至2024年7月5日，因「高鐵旅客列車已有效滿足內地與香港旅客往來出行需求」，國務院批准關閉北京西站、上海站、廣州及東莞等4個內地與香港跨境普速列車（城際直通車）的鐵路口岸，而海關總署於同月31日正式公告關閉上述4個普速鐵路口岸，其後正式停運。

### 信号系统
在2021年以前，東鐵綫的信号系统为阿尔斯通TBL。其为准移动闭塞制式，使用直流轨道电路定位列车，部分区间叠加计轴将轨道电路的细分为更小的轨道区段，由应答器点式传输ATP信息，实现目标-距离式（英語：distance to go）控车；轨旁设置色灯信号机。所有联锁皆为SSI微机联锁，设于火炭铁路大楼内；列车停站时通过接收环路（英語：return loop）向联锁发送信息，实现进路自动排列。
自2021年起，東鐵綫信号系统升级为西门子Trainguard MT通信式列车控制系统。该系统使用欧标应答器校正列车位置，通过Wi-Fi连续地传送ATP信息，实现移动闭塞。同时采用西门子Trackguard Sicas ECC電子聯鎖系統和Clearguard TCM 100音频无绝缘轨道电路代替既有设备，保留信号机等轨旁设备。新系统调试及新舊系统接合作业原定于2019年内完成，然而受反對逃犯條例修訂草案運動的影响，部分轨旁通信线遭破坏需要修复，新系统启用的日期被推迟至2020年。而在新系統於2020年9月12日啟用前一日，由於技術問題需時修正，導致新訊號系統第二次延遲啟用。直至2021年2月6日，東鐵綫才成功啟用新信號系統。

## 票務
早年，九廣鐵路採用硬卡車票。而自1982年起，九廣鐵路開始使用紙製車票，單程及來回車票均使用同款車票。1993年，為了響應環保及提高車票耐用程度，九鐵公司引入了膠質磁性車票，新車票只能用於單次車程。而在兩鐵合併前，九廣東鐵屬於九廣鐵路（東部）票務系統，接受八達通及九鐵單程車票。票務系統與香港地鐵以及九廣西鐵所屬的九廣鐵路（西部）鐵路系統並不互通，乘客在九龍塘站及尖東站轉乘地鐵不能使用同一車票。其後九廣鐵路的票務系統在兩鐵合併時逐步併入港鐵票務系統，東鐵綫亦改用港鐵車票。九龍塘站的轉乘閘機停用並陸續移除，乘客可使用八達通或同一單程車票由東鐵綫沿線車站往返原地鐵系統各站及原九廣鐵路（西部）票務系統的西鐵綫各站；而尖東站則因車站行人隧道設計問題而未能拆除閘機，使用八達通的乘客可在限時內再於尖沙咀站入閘免費轉乘，但使用單程票的乘客卻不能使用同一車票於尖東站／尖沙咀站進行轉乘。
現時，東鐵綫另設有兩款車票：
- 頭等車票：自蒸汽火車時代，九廣鐵路英段一直設有不同車廂等級；而九廣鐵路自電氣化起，簡化為普通等及頭等兩個等級，乘搭頭等須繳付頭等附加費。現時，普通等與頭等設不同的車票，選搭頭等的乘客需先於東鐵綫各站售票機或任何車站的客務中心購買頭等車票。
- 全月通1（上水／烏溪沙－尖東）：此款車票為以登記於八達通上的月票，現時售價為港幣510元，使用該月票的乘客可無限次乘搭東鐵綫上水站至紅磡站（不含馬場站）各站普通等及屯馬綫烏溪沙站至尖東站，亦可免費轉乘港鐵接駁巴士路綫K12（星期日及公共假期除外）、K14、K17、K18。使用該月票往返非指定車站之車程亦可享額外正價車費75折優惠（馬場站、羅湖站或落馬洲站除外）。若使用該月票往返馬場站、羅湖站或落馬洲站則會被扣除全程正價車資。除指定路綫外，全月通卻不享有其他接駁服務的轉乘優惠。

此前，前九鐵亦曾在九廣東鐵設其他特別車票：如九鐵曾與海洋公園合作推出九鐵車票連接海洋公園門票套票並提供穿梭巴士服務；為推廣落馬洲支線而推出落馬洲週票。而在兩鐵合併後港鐵公司仍保留了上述兩款車票，惟於票務系統整合時已被取消。
另外，東鐵綫的票務模式是以過境服務的收入補貼香港當地車程的票價，故往返羅湖站及落馬洲站的車資較往返其他車站昂貴，例如往返粉嶺站至上水站的成人八達通車資為港幣4元；而往返上水站至羅湖站或落馬洲站的成人八達通車資為港幣26.5元（2024年6月30日至今），同樣只乘搭一個車站，但車費卻昂貴逾6倍。港鐵的大部分套票（包括月票及推廣車票等）也不適用於此兩站。

## 列車編組

### 現役車輛

#### 客運服務

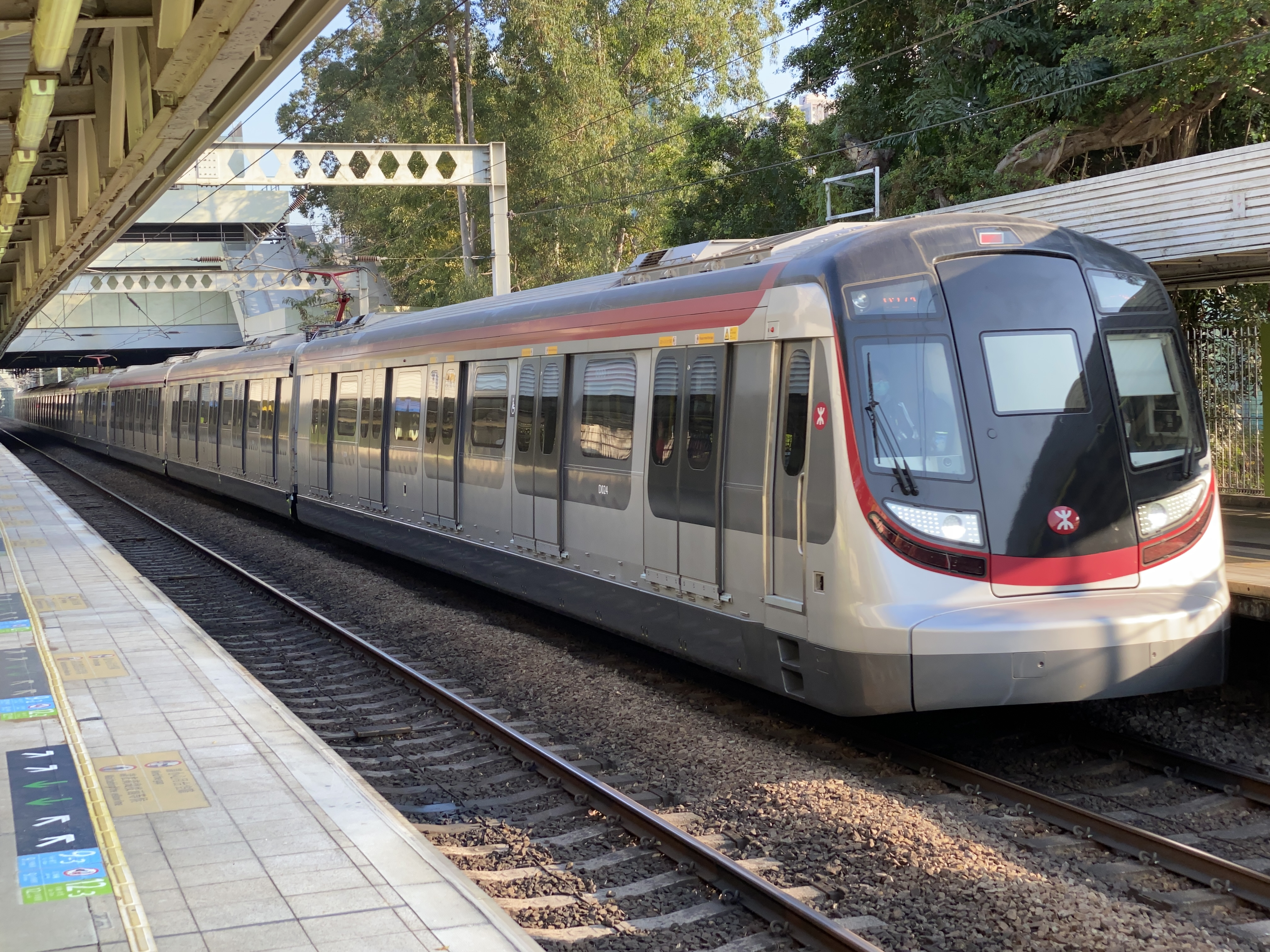
港鐵東鐵綫現代列車（攝於粉嶺站，2021年2月）

現時東鐵綫採用港鐵東鐵綫現代列車行駛，列車資料如下：
| 型號           | 製造商        | 製造年代     | 現役列車數量 | 服役時間         |
| -------------- | ------------- | ------------ | ------------ | ---------------- |
| 東鐵綫現代列車 | 南韓現代Rotem | 2014－2022年 | 37列         | 2021年2月6日至今 |

港鐵東鐵綫現代列車每列列車有9節車廂，當中包括一節頭等車廂，動力車廂和拖卡比例為6:3。車廂改用城市軌道交通系統（即市區綫規格），而非以往的通勤鐵路列車的座位佈局。由於須配合更新訊號系統，以及因應列車編組較現時列車為少，因此這款列車原計劃在2019年1月1日才開始在東鐵綫全面試車，以逐步取代12卡列車。不過由於2019年3月發生港鐵中環站列車相撞事故，港鐵即時停止試車以作全面安全審視。後來港鐵基於新訊號系統Trainguard MT已確認符合測試所需的安全要求，而且新系統與發生相撞意外的荃灣綫新訊號系統不同，港鐵於2019年5月29日凌晨恢復試車。直到2020年8月，港鐵曾經表示6輛新9卡韓製列車會在同年9月12日起陸續投入服務。然而直到同年9月11日傍晚，港鐵卻以新訊號系統有機會有重複設定訊號為由而須押後。最終該型號列車於翌年2月6日與新訊號系統同步投入服務。

#### 機車
東鐵綫與屯馬綫共有28部工程列車，分別如下：
- ER20型柴油機車（2004年起，共5部，為東鐵綫與屯馬綫共用的工程車）
- CKD0A型內燃機車（2021年起，共23部，為東鐵綫與屯馬綫共用的工程車）

當中5台ER20型機車曾用作貨運服務的機車，鐵路貨運停辦後用作牽引工程列車。

### 已退役／退出東鐵綫列車車輛

#### 客運服務
- 1910年－1962年：各式英製蒸汽機車及客車。
- 1962年－1974年：各式柴油機車及客車。
- 1974年－1983年：日本近畿客車（為數40輛，其中39輛被運往中國大陸，被編為32型，現已退役，餘下一輛於香港鐵路博物館作靜態展示。）
- 1982年－2022年：都城嘉慕列車（通稱「電氣化火車」，未翻新列車稱「黃頭」；已翻新列車稱「烏蠅頭」），後來前九鐵於1991年增購同型號列車。其後該型號列車在1996年開始進行翻新工程，最後一列未翻新列車於1999年10月31日舉行歡送儀式後翻新，而前九鐵仍保留一列3卡車廂的未翻新列車，另外有3卡車廂因於1984年發生事故而報銷；後來已翻新列車亦於2020年起陸續退出營運，換入新購置的港鐵東鐵綫現代列車，並於2022年5月6日正式退役，另外有一列12卡車廂曾因發生事故而提早報銷。
- 2001年－2021年：日本製SP1900型列車，目前已調往屯馬綫並重新編組後繼續行駛。列車於2015年7月2日起分批調至八鄉車廠進行改裝工程[99]，並於2021年2月5日正式退出東鐵綫。換言之，SP1900型列車不會再於東鐵綫行走，以配合東鐵綫新訊號系統的運作，同時亦要遷就其頭等車廂運回日本廠商進行普通等車廂改裝工程。

- 未翻新的都城嘉慕列車，俗稱「黃頭」
- 已翻新的都城嘉慕列車，俗稱「烏蠅頭」或中期翻新列車
- SP1900型電動列車（已調往屯馬綫行走）

#### 貨運服務
- G12型柴油機車（1954年-2004年，共5輛，其中一輛於香港鐵路博物館作靜態展示）
- G16型柴油機車（1961年-2021年，共4輛，其中兩輛分別提早於2014年及2018年報廢，另有一輛於紅磡站作靜態展示）
- G26型柴油機車（1974年-2021年，共3輛，其中一輛於香港鐵路博物館作靜態展示）

## 使用狀況

### 乘客量

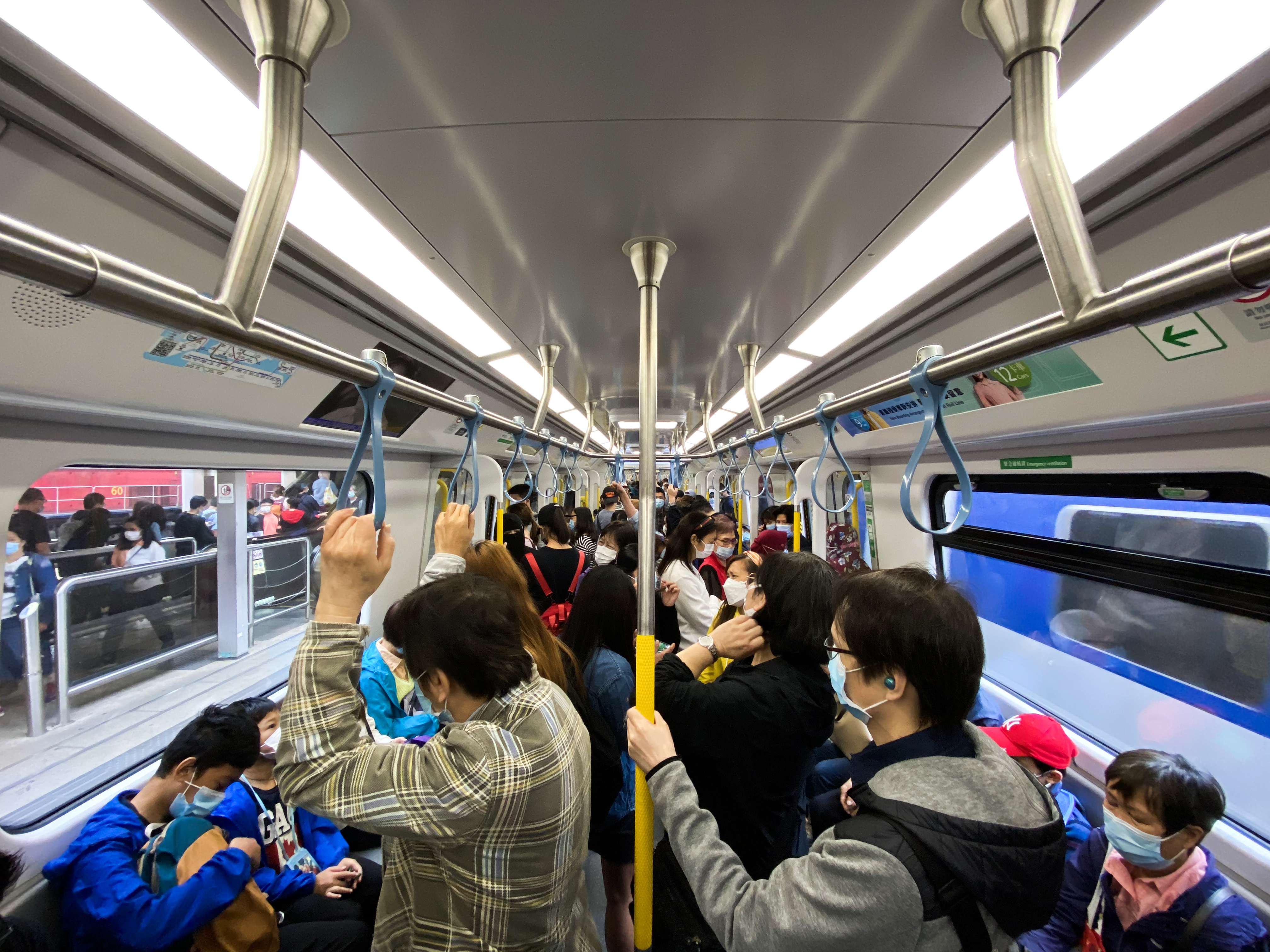
東鐵綫列車車廂（普通等）擠迫情況

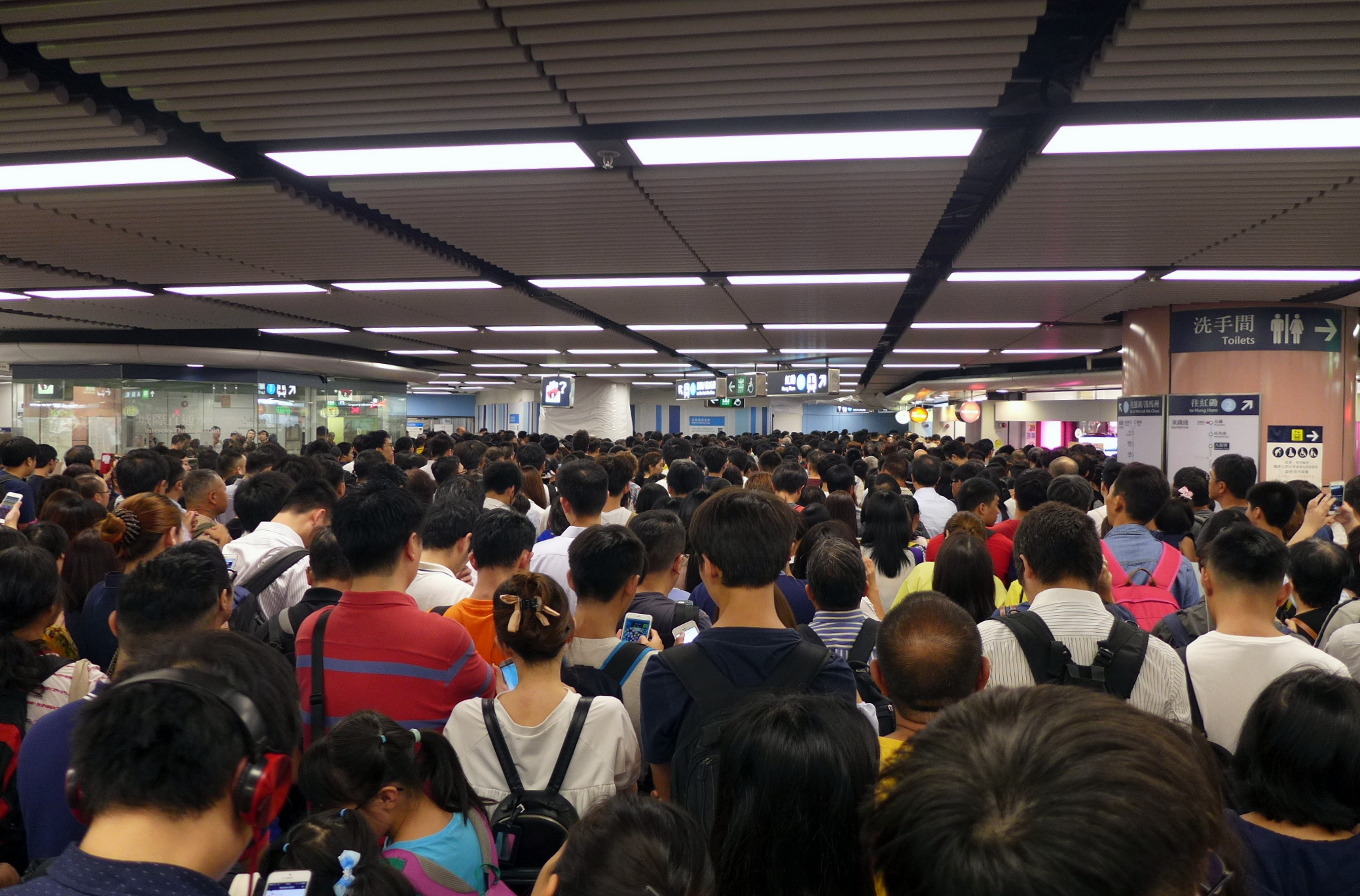
當東鐵綫遇上信號故障或無法提供完整服務時，車站大堂會容易逼滿大量乘客等候（攝於九龍塘站北面大堂）

東鐵綫自1910年通車以來就是新界東往返市區的主要途徑，其北端的羅湖站及落馬洲站是連接中國內地的兩個主要陸路口岸，而紅磡站為城際直通車的終點站，加上沿綫設有不少大型購物商場、文娛體育場館、著名旅遊景點、住宅以及多所大學，更因歷史因素讓東鐵綫的車費（往返羅湖站、落馬洲站及馬場站除外）較其他同區巴士路線廉宜，所以一直擁有非常龐大的香港居民及內地訪港旅客的乘客量。
在屯馬綫一期（大圍至啟德段）通車前，東鐵綫是唯一能直接轉乘馬鞍山綫的港鐵路綫，有不少馬鞍山綫乘客會在大圍站轉乘東鐵綫前往市區。此等轉車人流在上述路段通車後依然高企。在部分車站，尤其是作為觀塘綫轉乘站的九龍塘站及與馬鞍山綫連接的大圍站，經常出現極度擠迫的情況。而且，東鐵綫亦吸引了不少水貨客、跨境學生、中國大陸旅客（東鐵綫能連接福田口岸與羅湖口岸）以及馬迷（馬場站在沙田馬場有賽馬賽事時或進行雙邊投注時會開放）等區外甚至境外居民乘搭，增加東鐵綫的乘客量。
目前新界東人口仍然處於增長期（香港政府已啟動古洞北及粉嶺北新市鎮發展計劃，而北區、大埔區與沙田區亦有大量新建公營房屋即將落成），再加上自由行政策開放後大量使用羅湖口岸及落馬洲口岸入境的內地旅客使用東鐵綫往返香港，故東鐵綫的擠迫情況依舊十分嚴重。
直到2020年1月農曆新年過後，由於受到2019冠狀病毒病疫情影響，香港政府停止邊境禁區的車站出入境服務，加上政府及部分企業先後採取在家工作安排以及學校停課，市民減少外出，因此疫情期間東鐵綫客流量在沒有跨境乘客以及通勤客量情況下有所下降，非繁忙時間及星期日及公眾假期的班次明顯減少。
此外，由於東鐵綫大部分路段屬於露天路段，故每逢惡劣遇上天氣如熱帶氣旋影響香港時，東鐵綫路段容易因露天電纜損毁、山泥傾瀉、塌樹等各種原因導致不能提供完整服務。當惡劣天氣過去時，東鐵綫服務往往因工作人員仍在進行搶修而未能恢復正常，往往出現東鐵綫車廂與沿綫的車站月台及大堂甚至站外逼滿乘客的現象。
在2012年，東鐵綫每日平均乘客量為逾102.2萬人次，當中有約24萬人次往返羅湖站；另有約六萬人次往返落馬洲站，而繁忙時間平均載客率達71%。與2008年相比，繁忙時間平均載客率上升了8%。
根據港鐵向香港立法會提交的文件披露，東鐵綫最繁忙時段載客率在2014年與2015年分別為約100%及約93%，而2016年同樣為約93%（以車廂每平方米站立4人計算）。
而自從屯馬綫全綫通車後，東鐵綫最繁忙路段由大圍至九龍塘改為沙田至大圍。根據港鐵向立法會提交的2022年統計數字，2021年疫情較為緩和月份的載客率以每平方米四人站立密度計算為綫58%。東鐵綫全綫在2022年5月全採用9卡車廂的列車後，單向每小時載客量減少近兩萬人次，較舊信號系統少約18%。
而東鐵綫過海段於2022年5月15日正式通車後，新界東的乘客可無須轉車前往港島區。而自東鐵綫過海段通車以及邊境車站重開後，其最繁忙路段再度回復為大圍至九龍塘，載客率約83%。至2023年最繁忙路段為大圍至九龍塘，載客率進一步升至94%。

### 貨運服務

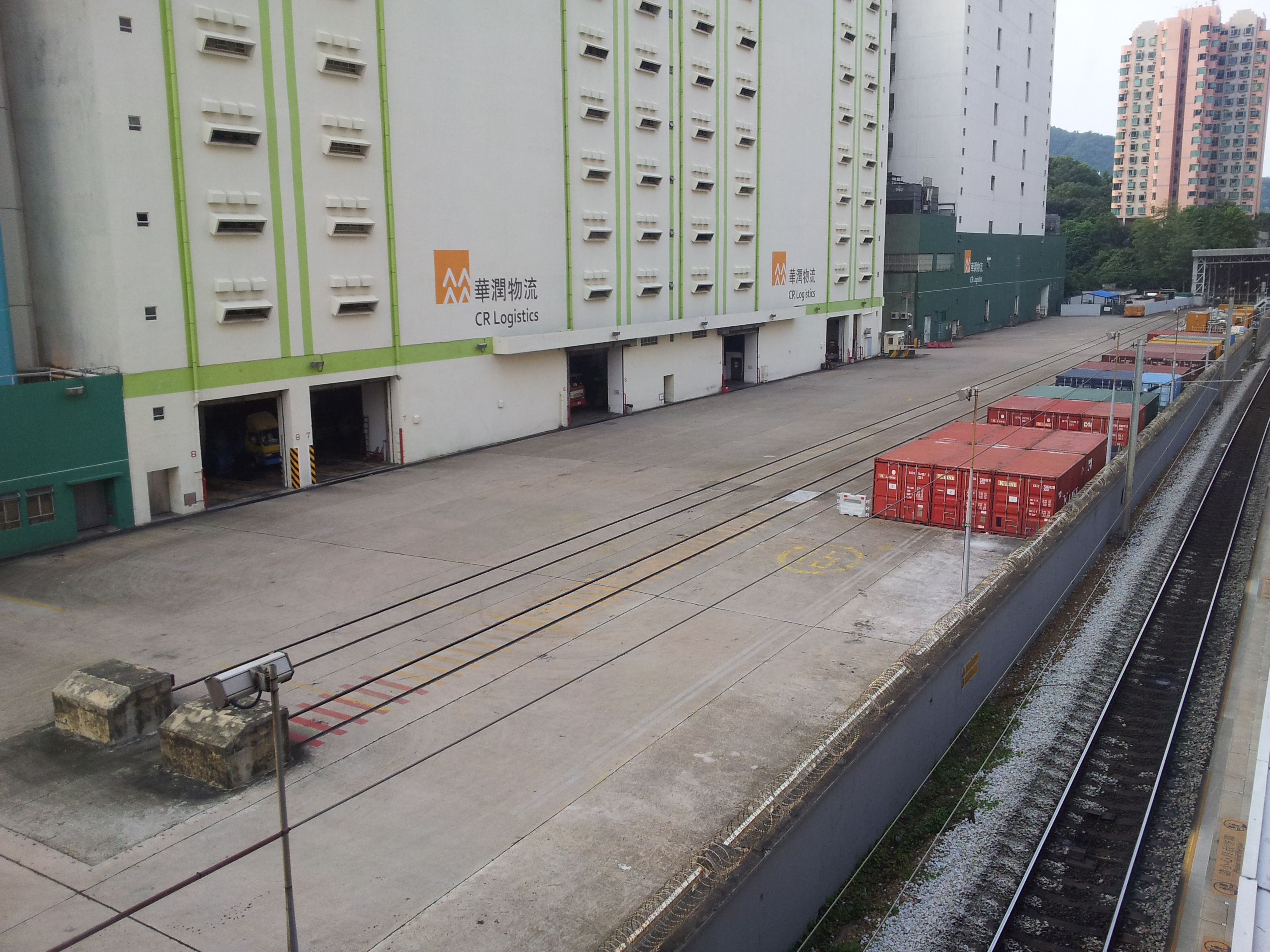
火炭貨場，右方路軌為火炭站

東鐵綫在停止貨運業務前所提供的主要貨運業務有貨櫃運輸、一般貨運（平板拖卡）及牲口運輸，來往香港與中國大陸，最遠至烏魯木齊。在上水屠房於2000年1月運作之前，載著牲畜的列車（俗稱「豬車」，因運載的牲畜以豬隻為主）經過車站時留下的氣味是不少人的童年回憶。紅磡貨場設有國際郵件中心，處理來往中國大陸的平郵郵件。由於中港鐵路貨運在靈活性、時間及成本上遠不及水路和公路，從2000年代起，中港兩地的貨運量上升時，市場對中港鐵路貨運需求卻急劇下降。2009年10月29日，港鐵公司宣佈經仔細研究後，決定於數個月後停辦中港跨境貨運市場佔有率僅為0.08%的鐵路貨運業務。2010年6月15日，隨著最後一班北上郵政貨運列車由國際郵件中心開出，港鐵跨境貨運服務正式終止。
港鐵公司於2010年6月16日停辦鐵路貨運前，東鐵綫曾經是香港唯一有經營貨運業務的鐵路綫，廣深港高速鐵路香港段啟用前，本綫是香港唯一的城際客運鐵路綫。客運服務由紅磡站至羅湖站和落馬洲站，全長約41.5公里；而貨運服務當時由紅磡的貨場運送貨物來往中國各大城市。現時在香港境內，雖然港鐵公司仍然保留各車站貨場的使用權，可是現在只有羅湖編組站仍在運作。

## 事故

### 馬料水出軌事故
1923年6月14日早上約11時15分，一列由1號機車牽引的南行列車，駛至馬料水時遇上山泥傾瀉，機車及頭節車廂遭推撞至掉落路基之下，第二節車廂亦因而出軌，幸無人受傷。由於電話線損毀，有關當局於一段時間後才知悉此意外發生。附近一段長200碼的大埔道亦遭泥石所埋，不能通行。1號機車事後獲修復並重投服務，在1931年4月20日下午再次發生同一事故：當日新界中部天氣惡劣，而在下午5時前後，豪雨更引致22號橋（現大學站南面）旁的溪澗決堤，將22號橋與3號隧道之間的路基沖毀。約10分鐘後，原定16時39分由深圳站（即現時的羅湖站）開往九龍車站的第19次列車駛至，受損的路基因不勝負荷而塌陷，導致機車及頭4節客車車廂出軌並掉落20呎高的路基之下。由於衝力甚大，第3、4節車廂更互相套入。事發後，鐵路局、警務處、消防隊均立即派員進行拯救，附近居民亦紛紛趕至協助，但由於地點偏僻、缺乏合適工具而且天氣惡劣，工作十分艱巨。意外共造成12人死亡，是香港境內死亡人數最多的鐵路事故。肇事的1號蒸汽機車因意外而報廢。由於惡劣天氣引致鐵路多處損毀，鐵路服務最終於同年6月方能恢愎。

### 六七暴動期間
1967年7月至12月的六七暴動期間，列車、路軌、車站及鐵路橋多次發現炸彈。
下列日期皆為1967年：
- 7月28日傍晚時分，沙田站及大埔墟站的路軌先後被發現土製炸彈[107]，其中大埔墟站由於當時有列車將會駛進車站，鐵路局將一班由羅湖站開出的南行列車緊急剎停於近太和的25號橋；而另一班北行列車則剎停於大埔滘，警員到場後封鎖大埔墟站，由駐港英軍派出的拆彈專家檢驗爆炸品[107]，拆彈專家將土製炸彈搬出路軌，再圍繞炸彈堆放沙包後引爆，當晚從6時47分至10時09分往返九龍站及羅湖站的列車均受阻延[108]。
- 8月14日上午7時許，上水站月台發現一個可疑鐵罐，車站須要即時關閉，拆彈專家到場檢驗後確定為真炸彈並且需要即場引爆，粉嶺站至羅湖站的列車服務受阻近1小時；同日下午約5時10分，一列由新界開往九龍的列車當駛至油蔴地站（今旺角東站）時在其中一節車廂發現放有一個寫有「同胞勿近」的無人認領包裹，拆彈專家到場檢查後將該包裹撿走[109]。
- 9月1日早上約6時35分，在界限街火車橋（7號橋）發現一幅約10呎乘3呎的標語，路軌旁則被放置兩個懷疑爆炸品，英軍拆彈專家檢驗後確定炸彈一真一假，隨即將真炸彈引爆，假炸彈則交由警方撿走。受發現炸彈影響，來往油麻地站至沙田站的列車服務暫停逾一小時，直到上午約7時22分恢復正常[110]。
- 9月7日清晨約6時10分，大埔墟站附近的路軌發現懷疑爆炸品，其後南北行的列車服務即時中斷，經拆彈專家檢驗後確定是真炸彈後於上午8時許將炸彈引爆，列車服務受阻約兩小時[111]。
- 9月10日下午約5時15分，煙墩山隧道（舊筆架山隧道）沙田隧道口外發現有三個用報紙包裹的鐵罐被放置在路軌旁，拆彈專家檢查後發現其中一個是真炸彈後隨即將該炸彈引爆，而沙田往返九龍的列車服務直至當晚約8時30分才恢復正常[112]。
- 10月29日清晨開出首班列車前，鐵路局職員先駕駛一列沒有載客的列車視察沿途路況，空載列車駛至界限街火車橋時發現路軌旁被放置兩枚土製炸彈，而原定於6時30分從九龍站開出的首班列車須立即停止出發，警員接報到場後與鐵路局職員一同檢查沿線路軌，再分別於亞皆老街火車橋及太子道火車橋共發現多八枚土製炸彈，全部十枚土製炸彈由英軍拆彈專家檢驗後引爆，而當日上午的列車服務受阻超過兩小時[113]。

### 1976年8月城門河塌橋事故
1976年8月24日，熱帶風暴艾倫吹襲香港，並帶來連場豪雨。翌日早上約8時25分，上游城門水塘溢出的洪水夾集著沙石，將橫跨城門河的11號橋橋墩沖毀，一隊鐵路職工剛巧路過，即時通報上級，將鐵路封閉。封閉期間，鐵路分為紅磡至大圍、沙田至羅湖兩段，之間乘客需靠巴士接駁，當局在大圍搭建臨時車站；貨運方面，牲口轉往和合石站，蔬菜及雞蛋轉往粉嶺站，其他貨車則分別轉往何東樓車廠或大埔滘站。當時香港依賴鐵路從中國大陸進口糧食，當局對此極為關注，港督亦有親臨現場視察。工務局在駐港英軍協助下，在40天內重建11號橋，鐵路服務終於同年10月4日回復正常。

### 1981年路軌折曲事故
1981年夏季某日，九廣鐵路（英段）近大埔滘站約50米處有一段路軌疑因天氣炎熱膨脹導致折曲，而一列滿載乘客由羅湖站開出的列車在行駛至上述路段時被駕駛該班次的列車司機發現前方路軌有明顯的折曲，而該司機認為如繼續駛過便會出現意外，因而將列車停下。記者現場所見，兩條鐵軌在沿途一直是平行，直至一個接駁口時凸出了約12吋之多，而下面的枕木亦移入了約3吋之多。近2小時後，鐵路局一位工程督察與十多名工人到場視察後，認為要移動另一節車軌，遷就車軌彎曲度才能行車。經過了大約半小時後，列車才恢復通行，但已阻延了3個小時。鐵路局發言人表示，通常路軌折曲原因有多種，但這次主要是因天氣酷熱引致路軌膨脹而折曲，將來鐵路電氣化，新鋪設的路軌將能抵受高熱，相信屆時就不會有這種事情發生。

### 1984年11月上水站出軌事故
1984年11月25日早上8時50分，一列九廣鐵路－英段客運列車在到達上水站落客後，列車需駛入中線路軌，以便調頭後再駛入該站南行月台。當列車在駛至分岐口，轉轍器沒有將列車引入中線路軌，列車因而駛入安全側線。因超速行駛，列車收掣不及，撞上止衝擋，列車第一卡因撞擊斷開兩截，凌空彈起再壓斷一條電纜柱，然後翻側，斷開的後半截車卡壓著橫放了包括車頭的前半截車卡。當時車上有兩名職員，於車頭的車長及時逃生，僅受輕傷，司機則在列車另一端，未有受傷。肇事的車卡事後報廢，而E45組餘下完好的233號車卡則在數年後代替在何東樓車廠內撞毀屬於E58組的原272號車卡，而舊有272號車卡亦報銷。

### 1988年6月白石角出軌事故
1988年6月4日下午2時許，一列九廣鐵路－英段南行貨運列車在大學站以北（白石角附近，現時為優景里）出軌，列車服務因而暫停至第二天上午約10時40分恢復。期間九廣鐵路－英段服務中斷一整日。九鐵方面派出接駁巴士疏導乘客，但疏導場面混亂。由於出事地點及其附近路段（尤其是急彎部分）多年來屢次出現不同程度的意外，鐵路公司其後趁政府落實白石角填海工程時，利用收車時間將路段拉直至與吐露港公路平衡，而行車時間得以縮減一分鐘。而有關工程就耗資6,500萬元，整項工程於1995年完成。目前舊彎位（樟樹灘走線）是香港教育大學運動場及香港中文大學賽馬會研究生宿舍二及三座連未撥用土地。

### 2012年7月電力故障致乘客通宵滯留8小時
2012年7月23日約晚上11時，因颱風韋森特吹襲香港，因大埔墟站附近有大樹倒塌，導致電力故障，再加上其他路段亦出現跳電情況，引致東鐵綫全綫暫停服務，事故期間共有8列東鐵綫列車受影響。而港鐵表示進行搶修關係，未能提供接駁巴士服務，又表示基於安全考慮，未能讓乘客落車。港鐵表示，東鐵綫列車服務在翌日凌晨2時44分恢復正常，但由於凌晨列車服務已停止，加上要進行維修工程，不能再發車接載滯留的乘客，故逾千名乘客被迫滯留車站過夜甚至列車車廂內過夜。而東鐵綫全綫經搶修後於上午7時許恢復通車。
原立法會議員鄭家富批評港鐵應變手法差劣，過去立法會曾多次討論港鐵在緊急事故提供接駁巴士的安排，但今次事件反映港鐵仍然準備不足。他敦促港鐵檢討事件，並加快在東鐵綫沿綫加裝屏障，防止因塌樹損毀電力系統。

### 2018年1月11日信號系統伺服器故障，全綫停駛
2018年1月11日上午約9時25分，由於負責控制東鐵綫TBL 2信號系統的伺服器運作不暢順，轉換使用AWS後備系統，以及由工程人員改用人手操作重新啟動伺服器，但仍不成功。為進行跟進修復，控制中心宣佈暫停東鐵綫全綫列車服務，包括城際直通車也停駛。港鐵向運輸署通報事件及安排了接駁巴士疏導受影響乘客，惟指示不清析引起混亂。服務癱瘓兩小時後在上午11時半才陸續恢復正常。港鐵就東鐵綫事故對乘客造成影響致歉，表示會深入調查事故原因，以及會在收車後將進行深入檢查。及後，港鐵調查發現此次故障源於訊號系統發出有問題指令，估計屬軟件運作有問題，已要求承辦商加強系統軟件穩定性和盡快完成新軟件測試，不過新軟件最快要1至2個月後才可投入應用。
全綫停駛期間，有3名乘客不滿被困車廂良久但得不到任何救援分別在粉嶺站與火炭站打開車門下車沿路軌離開，隨後職員協助他們從路軌返回月台。而李聖基事後向傳媒表示有關行為「很危險」；而鐵路車務員工協會指有關行為不正確，可能會導致故障事件雪上加霜，例如職員須額外時間查找已拉下的開門掣及確保路軌無人才能再讓列車開行，乘客更有可能因濫用車門設施而觸犯《香港鐵路附例》。

### 2019年9月17日載客列車出軌事故

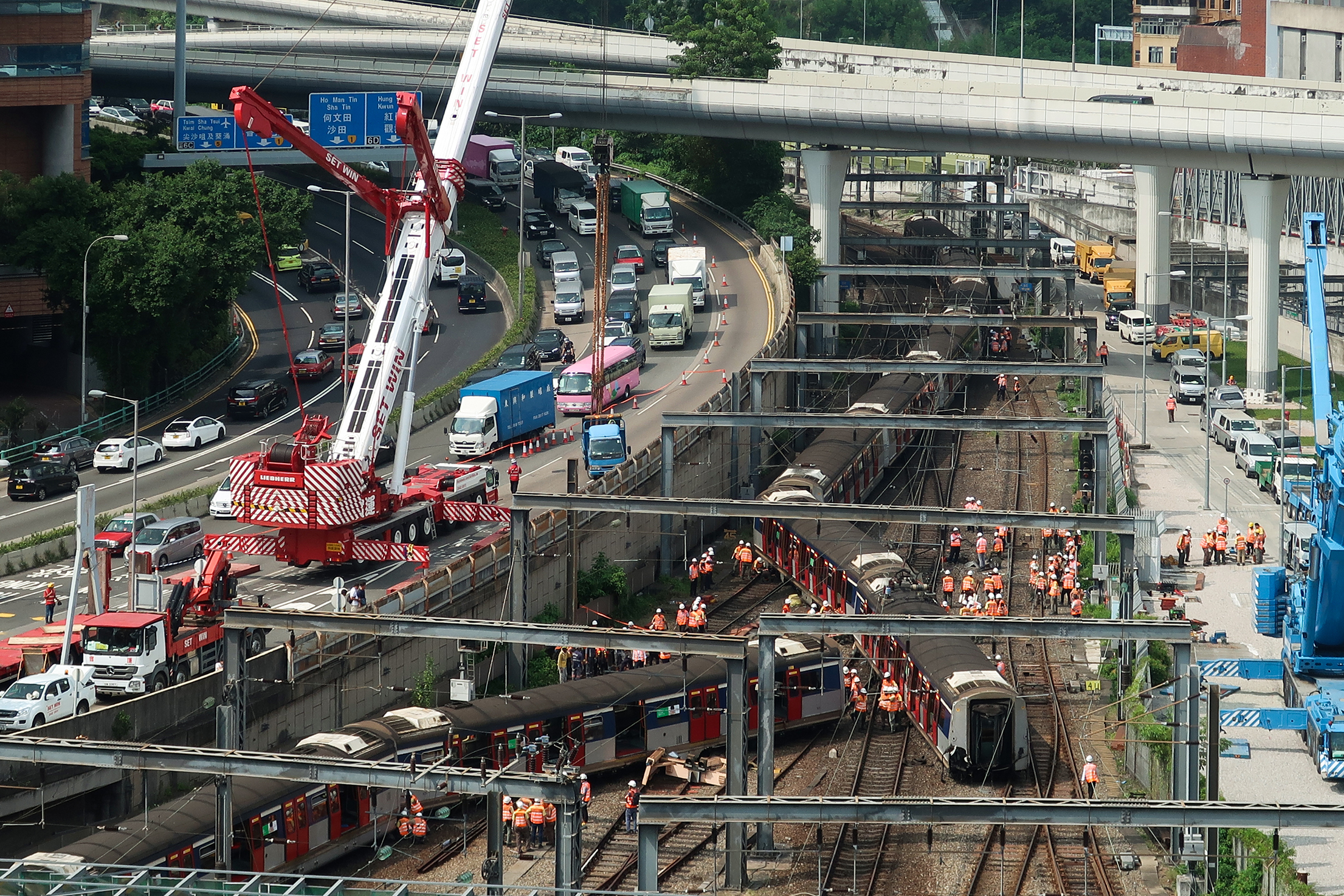
出軌列車現場

2019年9月17日早上約8時30分，東鐵綫一列港鐵中期翻新列車從旺角東站以時速約30公里駛入紅磡站期間突然出軌，導致列車有三節車廂偏離路軌，而其中兩節車廂之間接駁位更斷開，部分車廂的車門因列車脫軌衝力而飛脫，繼1994年後第二宗港鐵載客列車出軌嚴重事故，事故共造成8人受傷；受事故影響，東鐵綫紅磡站至旺角東站服務全日暫停；旺角東站至羅湖站服務維持6分鐘一班；旺角東站至落馬洲站服務維持18分鐘一班，另安排免費接駁巴士往來大圍站至鑽石山站，而19班城際直通車班次須取消。港鐵事後發現涉事路軌有4處出現斷裂或裂紋，將成立調查委員會調查事件。2020年3月3日，港鐵公布東鐵綫紅磡站去年9月發生的列車出軌事故調查報告，表示事故起因是出事位置一個道岔的兩條路軌距離，即動態軌距擴闊至超出關鍵水平所致。

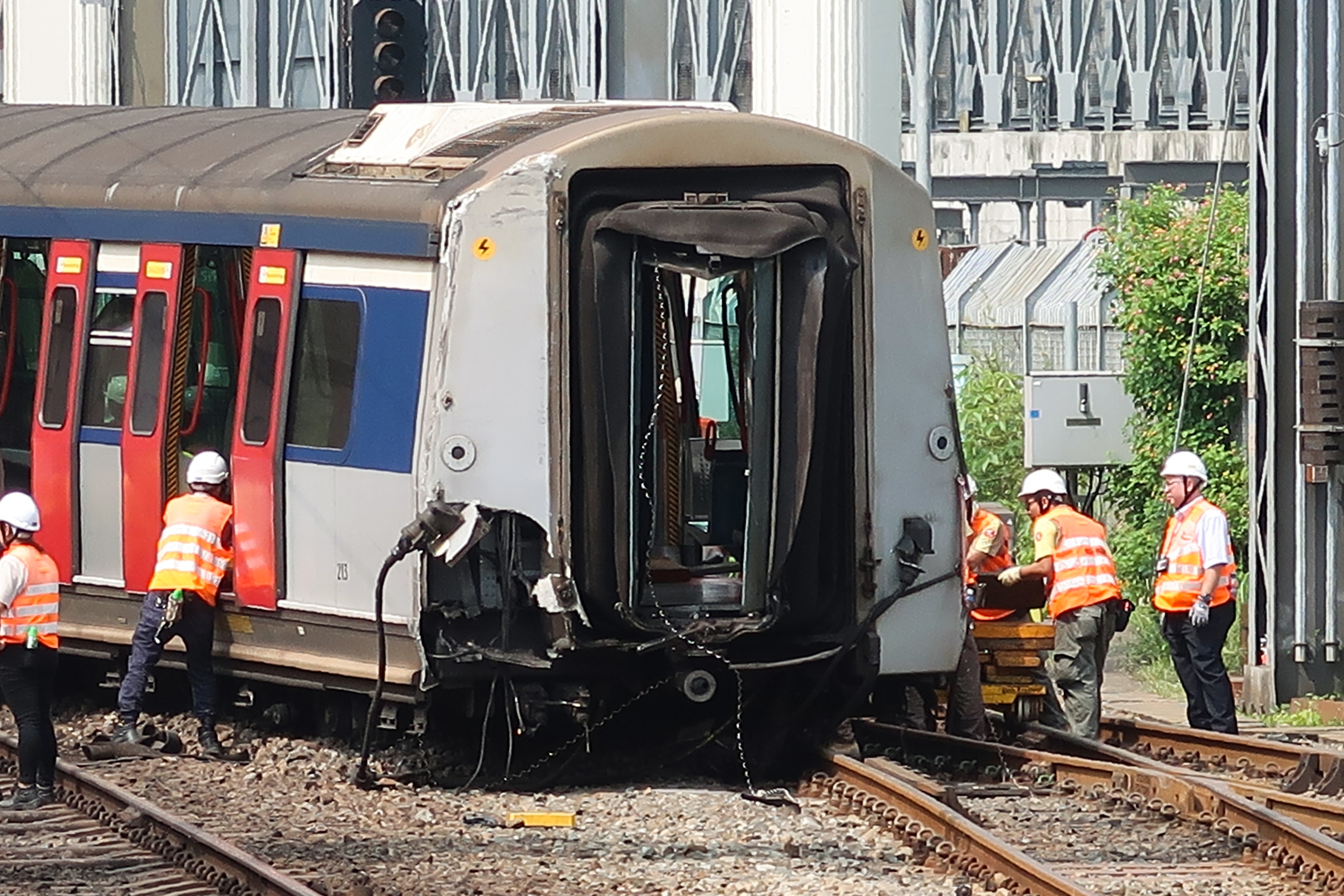
肇事車廂之間接駁位斷開
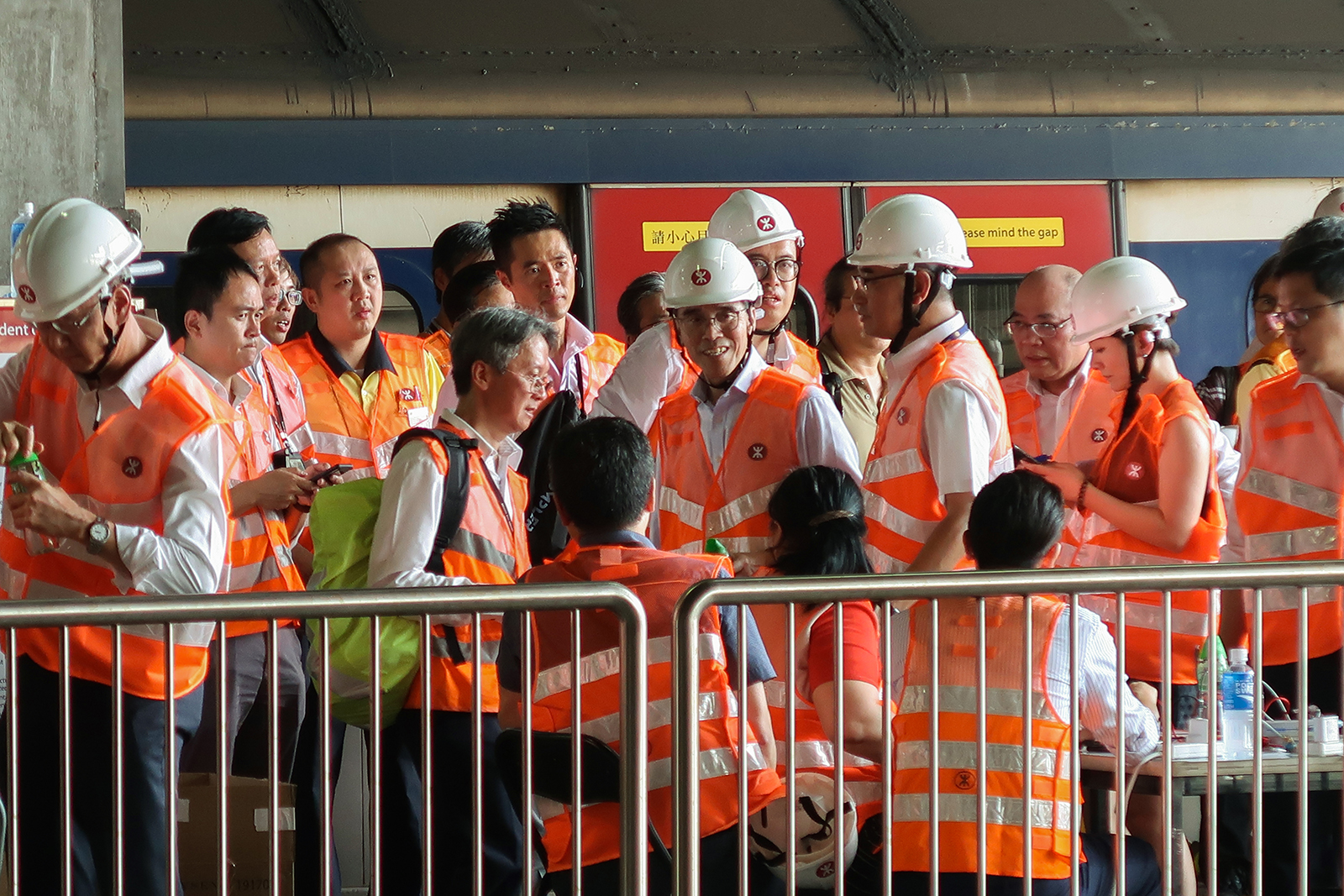
港鐵車務總監劉天成到場巡視
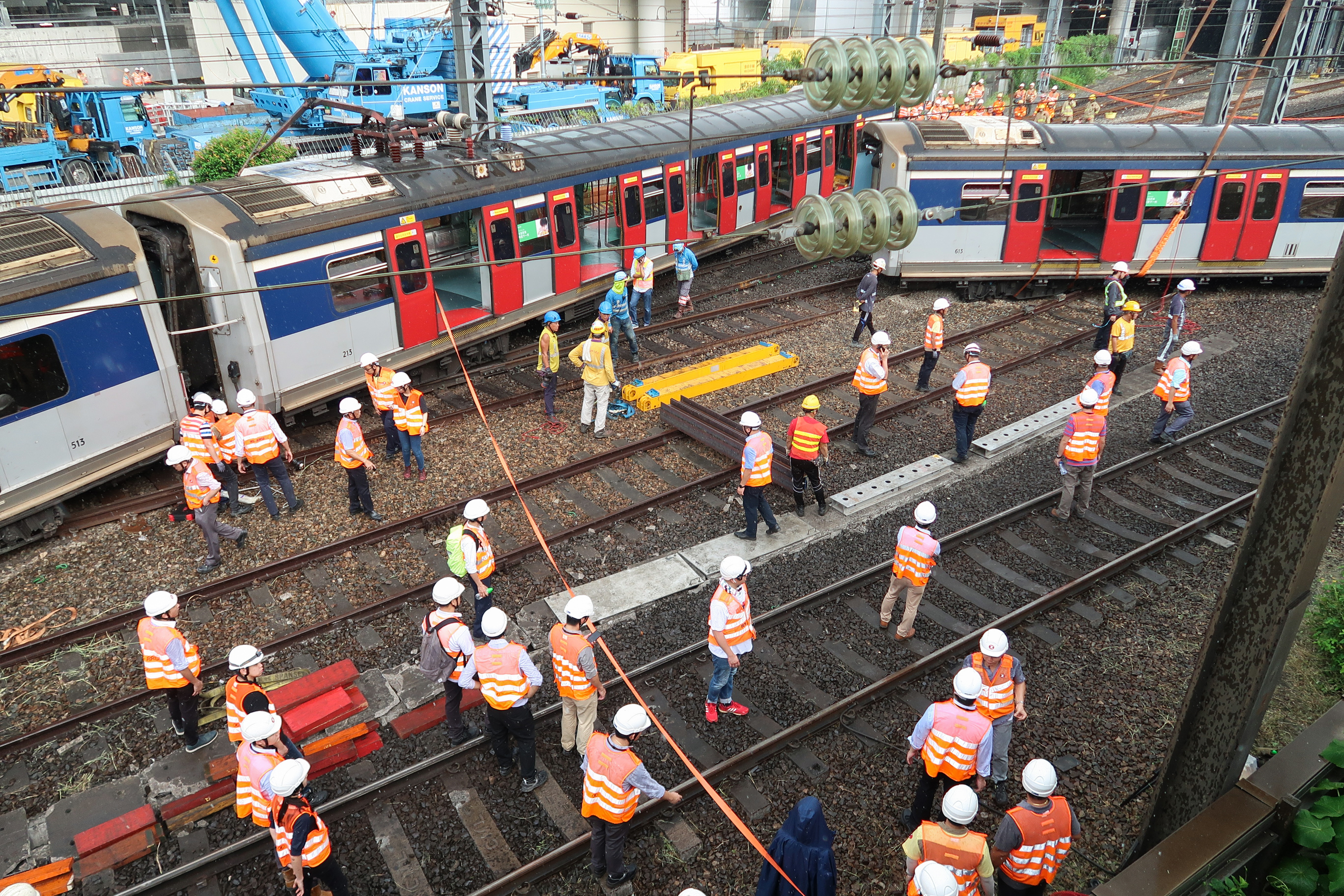
工程人員利用工具固定移正出軌車卡
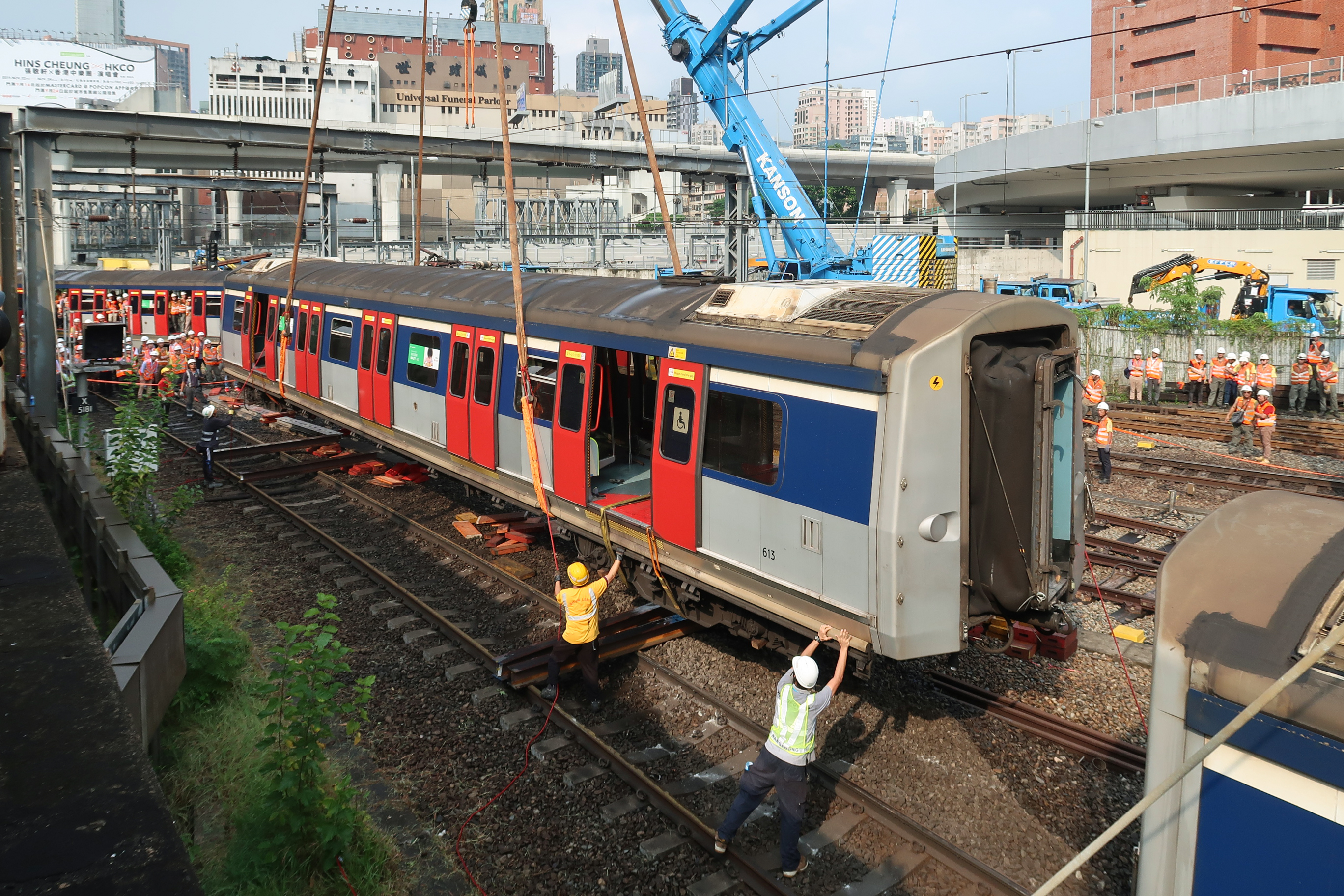
港鐵利用大型吊臂車的兩條大繩索吊起出軌車廂

## 問題

### 噪音問題

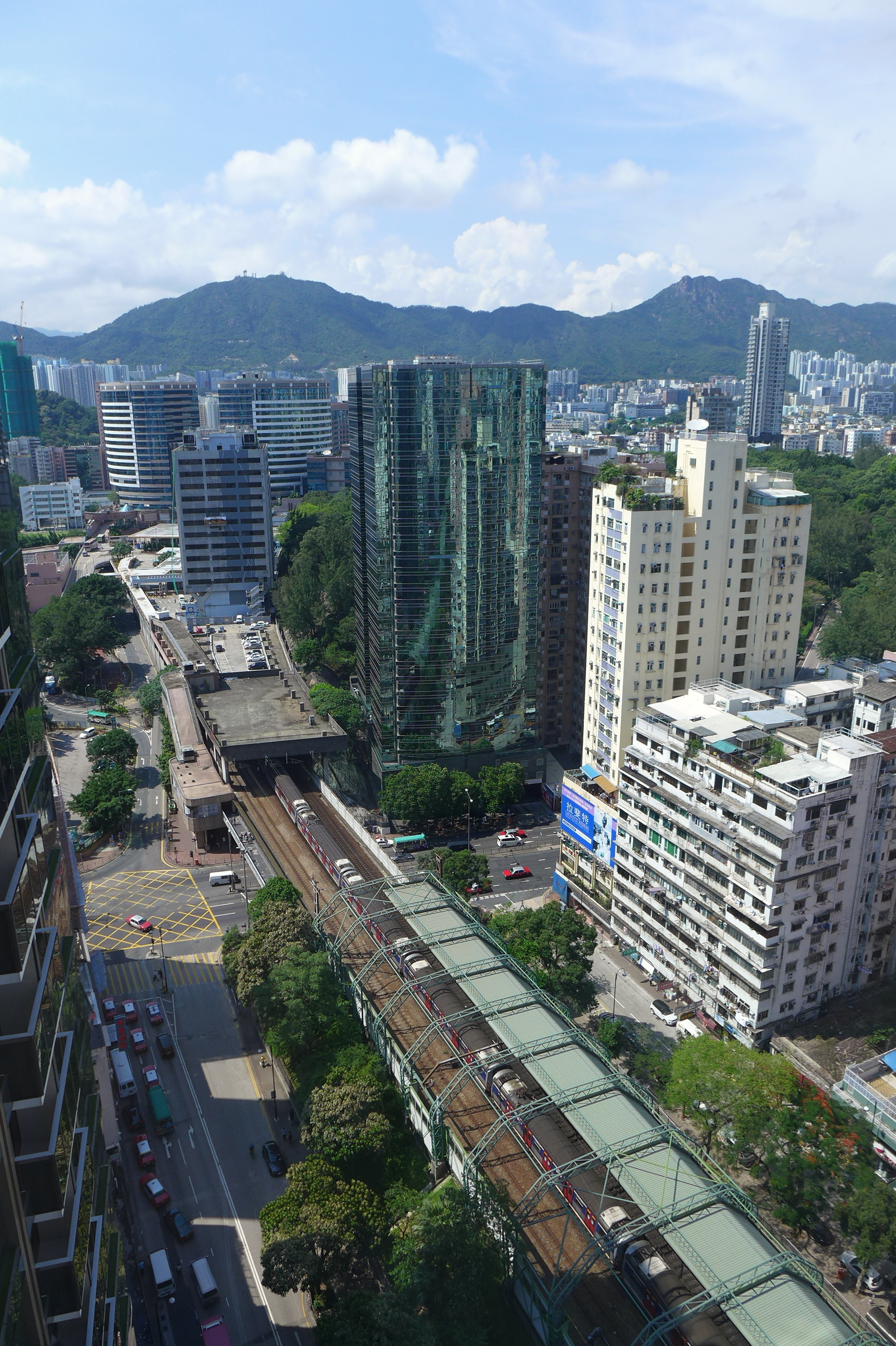
旺角東至紅磡段於1999年裝設隔音屏障

由於東鐵綫大部分路段屬於露天路段，讓不少九龍中及新界東居民飽受噪音騒擾，其後經九鐵、區議會與環境保護署據理力爭，隔音屏障才能於1991至2001年期間開始裝設。

### 上水站及羅湖站乘客衝閘問題

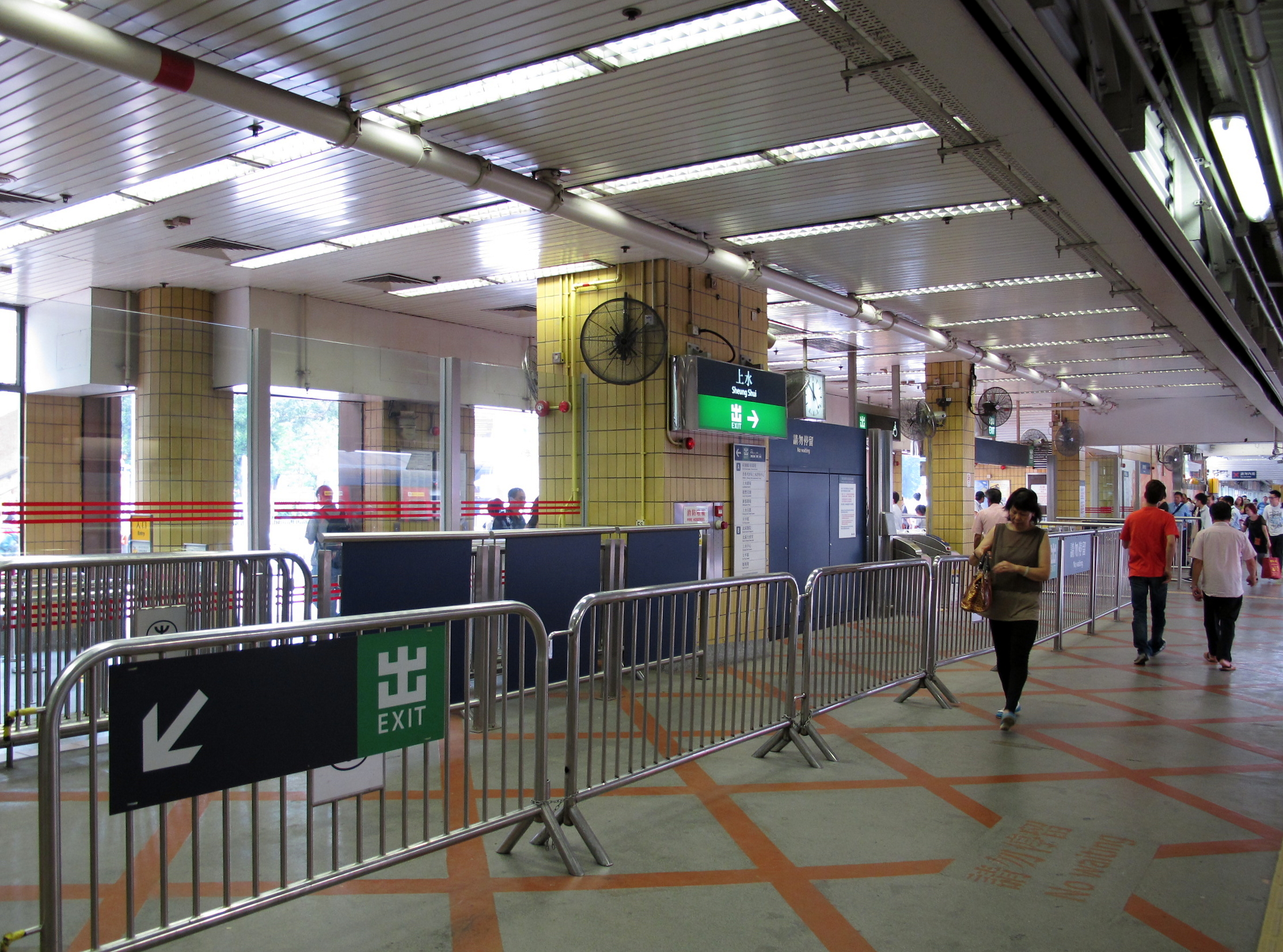
2009年起，港鐵在上水站1號月台的第二至四卡位置設置落地透明圍板，並加派保安在入閘機前監視，以防水貨客衝閘

位於香港與深圳邊境地區的羅湖站及上水站是攜帶水貨過境的乘客（下稱「水貨客」）每日使用次數最高的車站，有相當數目的水貨客更冒檢控之虞衝過或跳越閘機以避過支付車資，甚至對檢控他們之港鐵職員施以多種暴力襲擊、偶爾更會召集附近的同黨進行圍毆等；另外亦有逃票者故意觸發八達通閱讀器不對重疊起來的八達通扣數的安全系統為衝閘製造口實。根據港鐵於2008年統計數字顯示，上水站之檢控衝閘數字為東鐵綫其他車站（不包括羅湖站）的100倍以上，即每年約過萬宗，平均每日約有30宗於該站發生，每宗成功檢控個案背後亦涉及多於一人犯案，包括水貨客孔武有力之同黨。
為打擊此等行為及杜絕水貨客聯群結隊聚集點貨行為，港鐵於2009年3月1日起於上水站採取出入閘分流措施，在車站1號月台的第二至四卡位置設置圍欄，以分隔上落車之人流，並且將羅湖站由活板閘機更換為九鐵早期使用之轉棍閘機，而少數幾部闊閘機亦有職員把守，以防止多名乘客只繳付一名乘客的車資卻同時通過閘機。港鐵公司配合鐵路警區、邊界警區之行動對長期逗留月台之水貨客採取屢勸不聽後處之以罰款港幣2,000元。同時港鐵在車站加派職員在入閘機前監視，並聘請了廉政、申訴專員公署和紀律部隊退休員工成立逃票罪行防治組，而加強執法以來港鐵錄得了更頻密的職員執勤時遇襲數字。

### 安全問題

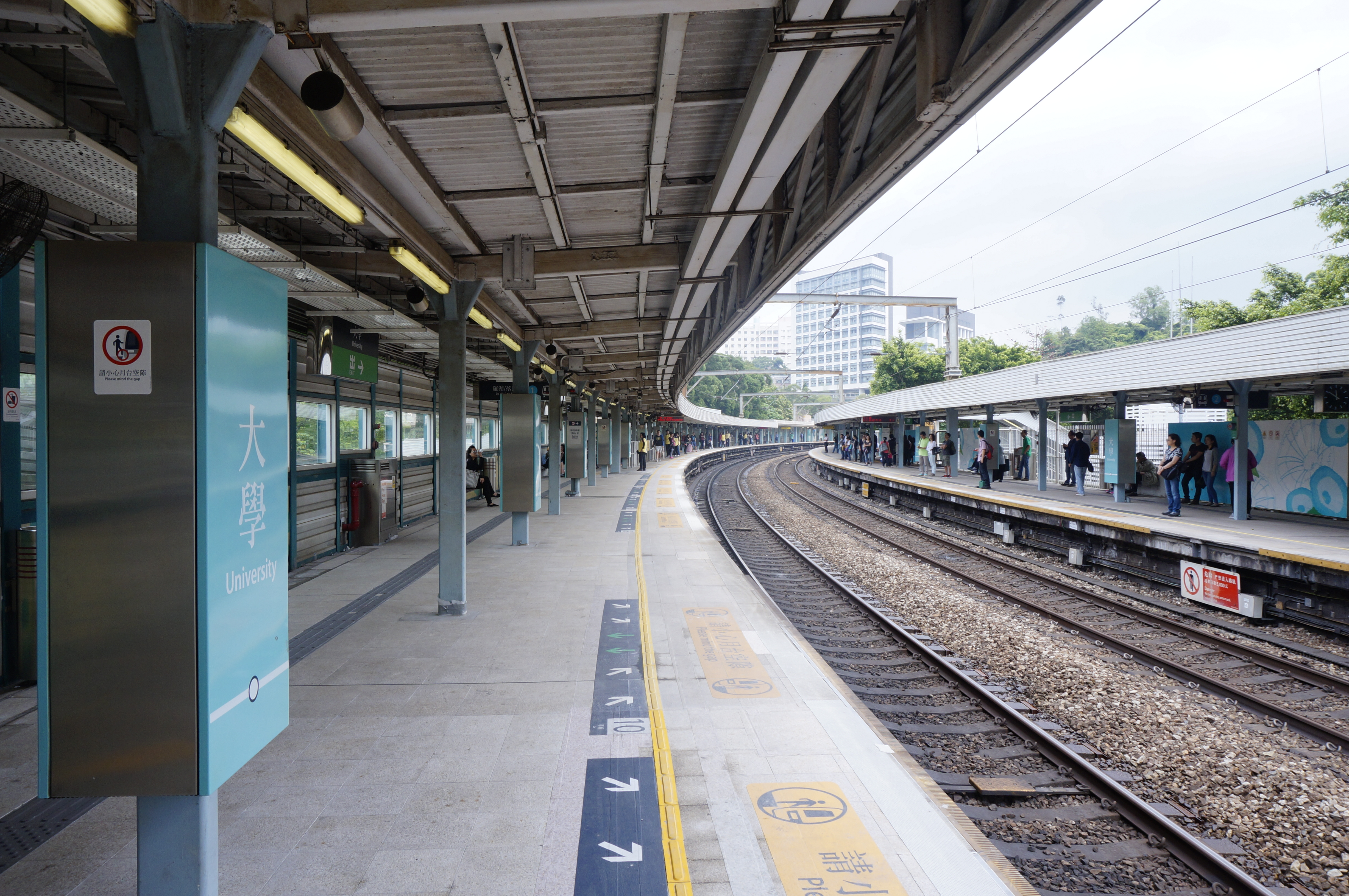
擁有彎曲月台的大學站月台邊緣與車廂間的空隙

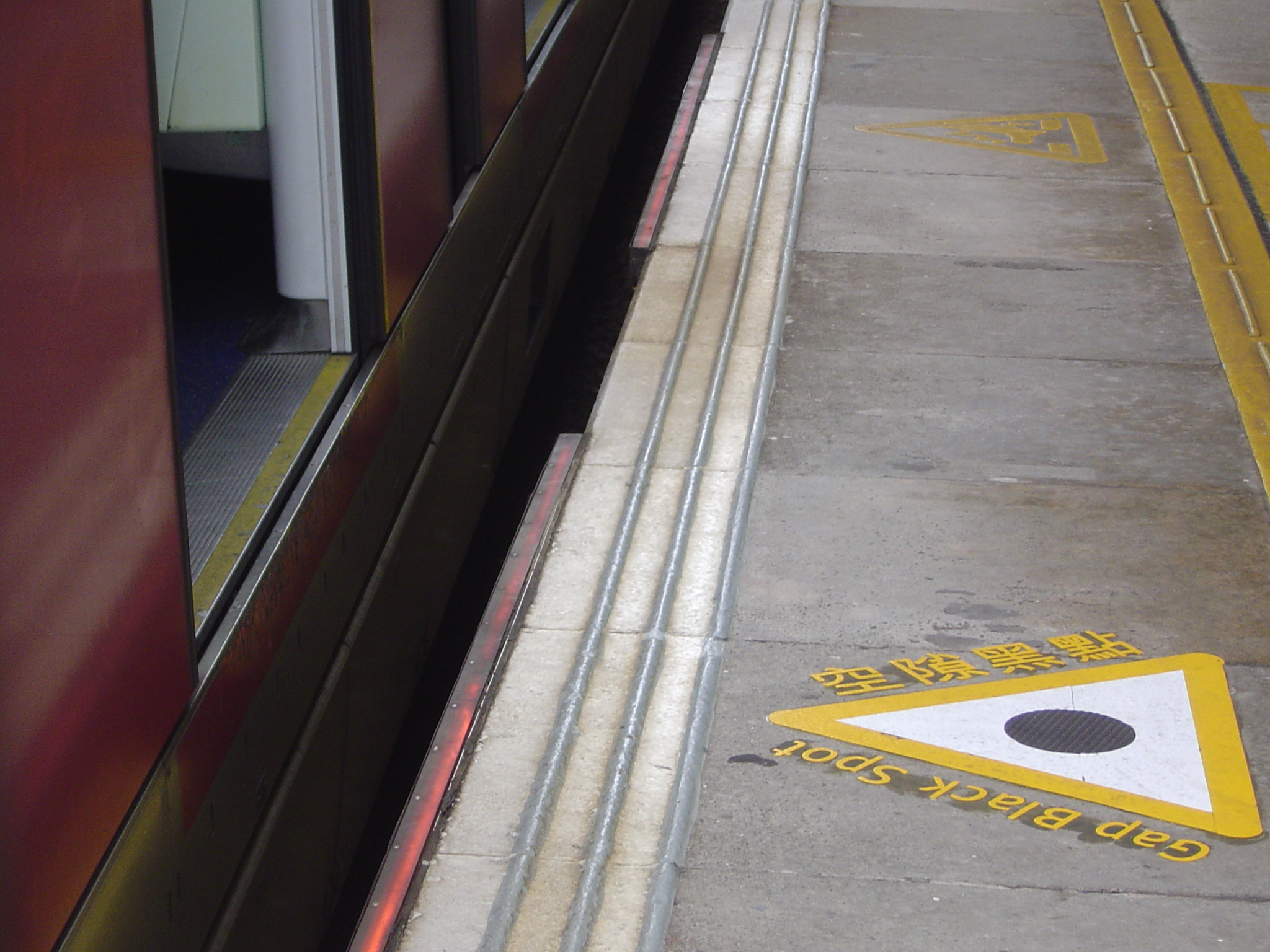
港鐵在多個高危車站月台加設「空隙黑點」警示

東鐵綫沿綫大部分均為地面路段，而且是大部份車站未有設置月台幕門／閘門的路綫（除了紅磡站、會展站、金鐘站已經安裝月台幕門之外），因此不時出現乘客墜軌事件，導致列車服務受阻。
過去九廣鐵路仍未電氣化前，由於那時的柴油火車速度慢而且班次疏，很多人會直接橫過路軌，雖然九廣鐵路局已在路軌旁竪立警告牌，警告市民切勿貪一時之便在路軌上行走，但仍無阻人們違規橫過路軌。據當時報章報道，在1977年有10人死於火車意外，25人受傷；在1978年的9個月內，有4人被柴油火車輾斃。舊式鐵路的安全問題昭然若揭。
惟在九廣鐵路電氣化後，由於全綫未有設置月台幕門或閘門，乘客意外墮軌或跳軌自殺事件不絕於耳。
而在2023年10月29日，東鐵綫更在一日內發生2宗墮軌事件，時任立法會議員田北辰認為面對這些悲劇，港鐵及政府責無旁貸，要求當局於48小時內就事件進行交代。而曾任職港鐵的立法會交通事務委員會委員張欣宇認為有空間加快為全部東鐵綫大部分車站完成月台閘門安裝工程。
而港鐵表示已特別在東鐵綫各站採取相應措施，包括在月台邊緣加設照明閃光提示乘客、加裝膠條縮窄空隙、貼上大型提示標語、安排月台助理和以廣播提醒乘客小心空隙，但長遠需要等到沙田至中環綫項目落成，採用車身較闊的港鐵東鐵綫現代列車及加裝月台伸縮踏板，才可解決月台空隙問題。然而由於東鐵綫本身歷史悠久，月台無法承受五百公斤閘門帶來的額外重量，故此需要加固月台，如以鋼製強化支架支撐。在立法會鐵路事宜小組委員會上港鐵概括指出加裝月台閘門的困難包括月台結構的限制、現有信號系統和列車的限制以及月台空隙較闊帶來的安全風險，綜合各個因素後港鐵公司認為同步進行沙中綫計劃及在東鐵綫加裝自動月台閘門的工程是較理想的方案。
根據2021年立法會財委會文件，東鐵綫於2018年至2020年共發生111宗乘客進入路軌事故。而早在2013年，當時港鐵稱準備為東鐵綫安裝幕門，並需更改月台結構、更新列車及更新信號系統。原預計施工期預計約3年，並於2019年完成，不過由於過海段工程及轉用新列車的進度緩慢而多次推遲。直到2022年5月，網媒香港01引述消息指過海段通車後，工程團隊最快在2022-23年於個別車站加設約1.8米高的月台閘門，不過全綫安裝工程仍需等候數年才完成。直到2023年5月，馬場站1號月台率先開始安裝月台閘門，較原先計劃延遲約10年。

### 豬車問題
在1999年8月之前，由於屠房設於市區，因此運載牲口的貨卡需前駛經沿線各站。每日平均有30個車廂運載牛、豬及羊來港（列車通常在中午前夕進入香港），使乘客及居民受到「豬車」氣味困擾。直到區域市政局（現改為食物環境衛生署）上水屠房於2000年1月啟用後，問題終於得以解決。

### 衛生問題
雖然大部分東鐵綫全綫車站洗手間已經在2015年至2016年翻新，洗手間亦只提供座廁，但是東鐵綫少部分洗手間設計非常狹窄及使用率甚高，引致部分洗手間衛生問題日益嚴重。
香港大學於2018年的最新研究發現，東鐵綫扶手細菌抗藥性基因最高；而馬鞍山綫（現為屯馬綫）檢測出的耐藥性細菌含量亦幾乎與東鐵綫相同。

### 載客量飽和問題

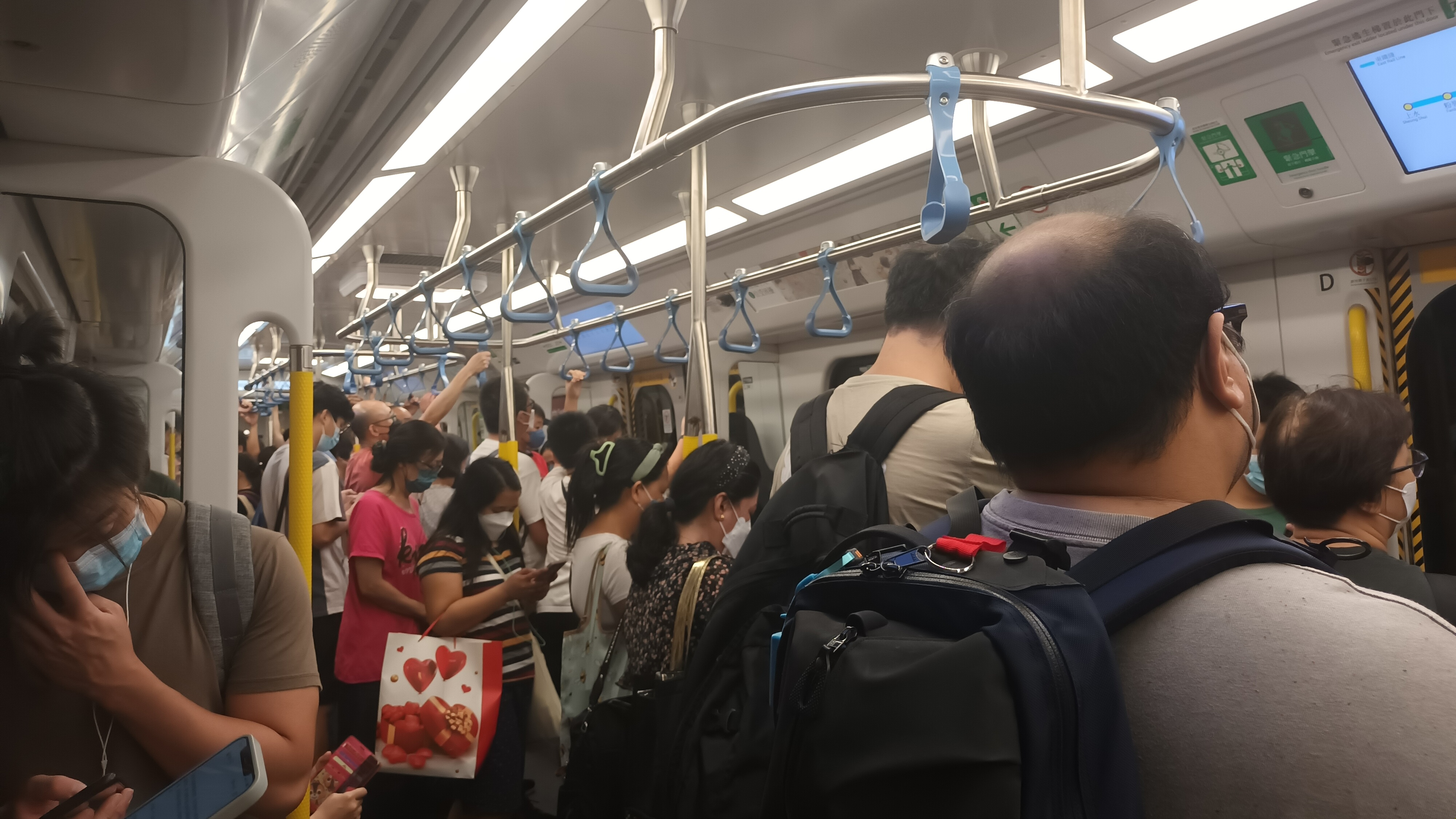
乘客眾多的東鐵綫車廂

東鐵綫部分車站月台設計非常狹窄，導致相關月台經常成為的人流瓶頸位「重災區」。根據2014年立法會文件披露東鐵綫最繁忙路段載客率及客量，若以每平方米四人站立密度計算，得出100%飽和的載客率，而乘客量達5.87萬人次。而自2022年5月為配合東鐵綫過海段通車，需要由12卡車廂的列車全面改為9卡車廂的列車行駛後，因列車載客量減少，車廂擠迫的問題更加嚴重，甚至於不設企位的頭等車廂亦出現滿座的情況。有議員團體於該年5-6月曾進行調查，並建議港鐵加密東鐵綫全日班次、將東鐵綫增至10卡車廂的列車行駛及將早晨折扣優惠擴展至所有港鐵車站。直到2023年5月，有傳媒就過海段已通車一年而訪問乘客及觀察客流量；而時任港鐵過境鐵路總管張志強再次強調9卡車廂的列車的運力能應付每日有約80萬人次的乘客。他亦表示東鐵綫過海段呈現分流作用，而荃灣綫與觀塘綫於早上繁忙時間客量亦分別下降約兩成及一成。

## 未來發展

### 古洞站
前九鐵早以計劃於落馬洲站至上水站之間的古洞興建古洞站，並接通未來的港鐵北環綫，舒緩由上水一帶前往屯門及元朗一帶的多重轉車問題。
古洞站將以擁有權模式批予港鐵公司，而非由九鐵公司持有。因此，當該站於2027年部分完工以後，東鐵綫將成為自2008年東區海底隧道鐵路專營權完結以來，第一條由多於一間公司持有業權的港鐵路綫。而古洞站的項目預算約為98億港元。

### 白石角站
2021年10月6日，時任行政長官林鄭月娥在《施政報告》中提及東鐵綫計劃增設白石角站，為改善白石角與科學園一帶公共交通接駁，香港政府將會邀請港鐵進行研究，研究以現時白石角的香港教育大學運動中心用地為基礎，興建東鐵綫白石角站。
2022年10月19日，行政長官李家超在《施政報告》提及東鐵綫正規劃的科學園／白石角站，目標是在2033年或之前通車。

### 羅湖南站
2021年10月6日，時任行政長官林鄭月娥在《施政報告》中提及東鐵綫擬伸延至深圳羅湖口岸，並於現有的羅湖站和上水站之間增設羅湖南站，连接北环线东延段，主要用於服務在羅湖及文錦渡的商住用途。

## 已擱置計劃

### 九廣鐵路－英段延長計劃
1989年，九廣鐵路公司曾有興建過海鐵路的計劃，計劃提及把九廣鐵路（英段）由旺角車站延長，以地底隧道方式跨越維多利亞港海底連接位於香港島的炮台山站，再連接維多利亞公園及中環至灣仔填海區，為當時的「第三條過海鐵路」計劃，預計在1998年前落成。但根據同年發表的《香港運輸政策綠皮書》，政府原意將觀塘綫延伸至炮台山站作為第三條過海鐵路，後來演變為觀塘綫延綫。隨著香港機場核心計劃落實，政府於翌年決定以機場鐵路作為第三條過海鐵路，九廣鐵路－英段過海的計劃便取消，現由沙田至中環綫過海段取代。

### 中環南站
中環南站的前身為中環西站，2001年政府邀請兩鐵競投沙中綫時，當局構思中的中環西站位於荷里活道近擺花街，鄰近中區警署（現稱大館）﹐方便市民直接前往蘭桂坊一帶消遣及上班。而在2002年九鐵奪得沙中綫營運權後，決定將中環西站東移，更為接近蘇豪區及中環心臟地帶。直至2004年，九鐵將沙中綫改為「不直接過海」，同時稱中環西站選址土質鬆軟，難以施工，決定改為研究在上亞厘畢道以南建站。
然而由於同一時間政府研究兩鐵合併，九鐵需要押後沙中綫的動工日期。為避免與地鐵現有資源重疊，兩鐵合併後的沙中線將取消金鐘東站及中環南站，並擴建地鐵金鐘站作補償。運輸及房屋局前局長鄭汝樺曾表示有待政府總部搬遷到添馬艦後，當局會再考慮以舊政府總部地底設站，但因為該處同樣面對地質鬆軟的問題，導致中環南站至今仍未覓得合適選址。2008年，運輸及房屋局（運輸及物流局前身）前局長鄭汝樺宣布沙中綫改以金鐘為終點站，前往中環站的乘客須轉乘港島綫或荃灣綫。
雖然目前中環南站已擱置興建，但是在東鐵綫金鐘站以南的掉頭路軌隧道中仍預留分岔位置。

### 深圳倡議北延過河
多家傳媒在2019年12月報導深圳當局開始重新規劃罗湖口岸的設計，建議將港鐵東鐵綫北延跨深圳河，以及預留接口位置與香港在內地進行「一地兩檢」，改變現時兩地兩檢的通關模式；而香港政府表示未有接獲深圳市政府有關部門建議，待接獲深圳方面提出的正式建議後，有關部門會研究建議的可行性及效益。
2021年10月，時任行政長官林鄭月娥於《施政報告》中公布《北部都會區發展策略》，重新提出將探討東鐵綫延伸至深圳市羅湖並設「一地兩檢」口岸的計劃。
2024年5月，罗湖区政府向记者表示将重新规划建设罗湖口岸，并积极与特区政府将东铁线引入罗湖，实现“一地两检”，实现50分钟从深圳核心区直达港岛核心区，并推进过境土地B1地块建设，推进深港深度合作。
2024年6月26日，香港保安局局长邓炳强表示，接深圳方面消息，深圳没有计划将東鐵綫引入罗湖区，换言之罗湖口岸改造后，仍继续沿用目前的清关模式，原先计划的「一地兩檢」安排则不会使用。

## 外部連結
- 港鐵列車服務簡介（页面存档备份，存于）
- 香港鐵路大典上的相关条目：東鐵綫